# Assassinat de Samuel Paty
L'assassinat de Samuel Paty, parfois désigné comme l'attentat de Conflans-Sainte-Honorine, est une attaque terroriste islamiste perpétrée le 16 octobre 2020 dans la commune française d'Éragny-sur-Oise, située dans le Val-d'Oise.
Samuel Paty, professeur d'histoire-géographie, est assassiné par arme blanche et décapité peu après être sorti de son collège de Conflans-Sainte-Honorine. L'assassin, Abdoullakh Anzorov, est un réfugié russe d'origine tchétchène. Il est abattu par la police quelques minutes après l'attentat.
Dix jours auparavant, Samuel Paty montre deux caricatures de Mahomet issues du journal satirique Charlie Hebdo lors d'un cours d'enseignement moral et civique sur la liberté d'expression avec ses élèves de quatrième (après avoir proposé aux élèves choqués de « sortir »). Cela provoque la colère de Brahim Chnina, père d'une élève de l'enseignant qui n'était pourtant pas présente au cours incriminé. Celui-ci, ainsi que le militant islamiste Abdelhakim Sefrioui, publient alors sur divers réseaux sociaux des vidéos dans lesquelles ils insultent Samuel Paty. Son nom et l'adresse de l'établissement scolaire où il exerce sont divulgués sur les réseaux sociaux. Les vidéos ainsi diffusées prennent un aspect viral, suscitant de nombreux messages haineux à l'encontre de l'enseignant, jusqu'à la perpétration de l'assassinat.
L'assassinat de Samuel Paty provoque de vives réactions, en France et à l'étranger. De nombreuses manifestations populaires sont organisées en mémoire de l'enseignant assassiné ; un hommage national lui est rendu à la Sorbonne et une minute de silence est observée dans tous les établissements scolaires le 2 novembre 2020. À la suite de l'assassinat, le soutien d'Emmanuel Macron aux caricatures provoque également de nombreuses protestations, notamment dans le monde musulman.
En novembre 2023, six collégiens mineurs au moment des faits sont condamnés par le tribunal pour enfants pour association de malfaiteurs. La collégienne est condamnée pour dénonciation calomnieuse. Le procès des adultes en Cour d'assises pour complicité d’assassinat terroriste et association de malfaiteurs terroriste criminelle se déroule à la fin 2024 et prononce la condamnation des huit prévenus, dont 13 ans de réclusion criminelle pour Brahim Chnina. Pour le président de la Cour, l'assassinat a porté une « atteinte irrémédiable aux valeurs de la République et à la laïcité ».
En mars 2025, le collège du Bois d’Aulne de Conflans-Sainte-Honorine est renommé collège Samuel Paty en hommage au professeur assassiné qui y enseignait.

## Contexte national
Cet acte terroriste survient alors que se tient en France le procès des auteurs de l'attentat ayant visé la rédaction du journal Charlie Hebdo en 2015, dont le prétexte était notamment la publication par ce journal de caricatures de Mahomet. Les caricatures danoises de 2006 viennent en outre d'être republiées par le même journal le 1er septembre 2020, ce qui a suscité des appels à représailles provenant du Pakistan. Ces appels se traduisent rapidement à Paris par un attentat le 25 septembre près des anciens locaux de Charlie Hebdo.
L'attentat intervient également peu après le discours (dit « discours des Mureaux ») du président de la République, Emmanuel Macron, sur la lutte contre « les séparatismes », prononcé le 2 octobre 2020 aux Mureaux et qui inspire le projet de loi confortant le respect des principes de la République, et lors duquel il présente des mesures pour renforcer la laïcité et dénonce « la “radicalisation” de certaines pratiques de l’islam ».
L'attaque est la deuxième décapitation commise en France et en Europe depuis l'attentat de Saint-Quentin-Fallavier en 2015. Depuis janvier 2015, la France est confrontée à une vague d'attentats sans précédent liés au djihadisme. Le professeur décédé dans cette attaque est, depuis janvier 2015, la 260e victime tuée dans un attentat islamiste sur le sol français.
Treize jours plus tard, un nouvel attentat islamiste fait trois victimes, à Nice.

## Victime
La victime, Samuel Paty, est un professeur d'histoire-géographie né le 18 septembre 1973 à Moulins, dans l'Allier. Après des études en classe préparatoire aux grandes écoles au lycée Édouard-Herriot, à l'Université Jean-Moulin-Lyon-III de 1993 à 1995 où il obtient sa maîtrise dirigée par le professeur Olivier Faure puis à l'IUFM de l'université Lumière-Lyon-II, il obtient le CAPES d'histoire-géographie en 1997 et est nommé en région parisienne. Il était en poste depuis trois ans au collège du Bois-d'Aulne, à Conflans-Sainte-Honorine,.
Selon plusieurs témoignages de ses élèves et anciens élèves, Samuel Paty était un enseignant investi et aimant son métier, soucieux de leur réussite et apprécié par eux,. Il était marié et père d'un enfant de cinq ans. Il est enterré à Moulins, sa ville natale.

### Hommages
Samuel Paty est nommé chevalier de la Légion d'honneur et commandeur des Palmes académiques à titre posthume le 21 octobre 2020, lors de l'hommage national qui lui est rendu à la Sorbonne. Le ministre de l'Éducation nationale annonce que le fils de Samuel Paty obtiendra le statut de pupille de la Nation.
Plusieurs communes ont également donné le nom de Samuel Paty à une de leurs voies. Le 9 décembre 2020, à l'occasion de la journée de la Laïcité, la ville de Charnay-lès-Mâcon nomme le parvis de la mairie « parvis Samuel Paty ». En 2021, une place de la ville de Voreppe est baptisée « Espace Samuel-Paty ». En octobre 2021, le square Paul-Painlevé, situé en face de la Sorbonne, est renommé « square Samuel-Paty ». En mai 2022, un square Samuel-Paty est inauguré à Dijon, boulevard Thiers, en face du lycée Carnot.
En 2021, le nouveau collège de Valenton (Val-de-Marne) est le premier collège à porter le nom de Samuel Paty. Il existe des écoles élémentaires Samuel Paty à Béziers (Hérault) et Montpellier (Hérault).
En septembre 2021, son mémoire d'histoire de maîtrise est publié aux Presses universitaires de Lyon,.
De nombreux hommages ont lieu un an après son assassinat, dont un le 14 octobre 2024 sur le lieu du drame, en présence du Premier Ministre Michel Barnier,.
Le 18 octobre 2024, le collège du Bois-d’Aulne est renommé "Collège Samuel Paty".

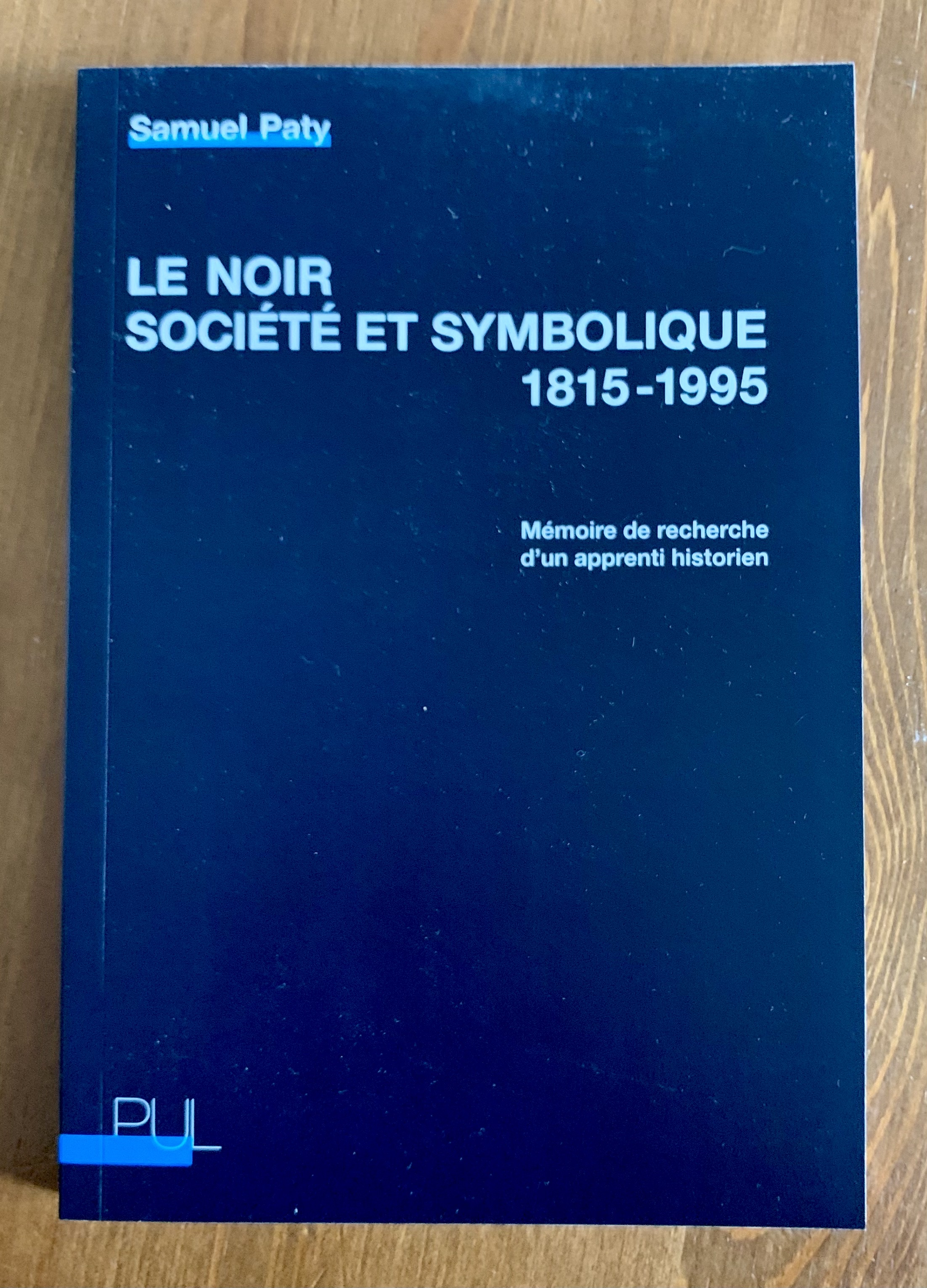
Couverture de Le noir Société et symbolique 1815-1995 (Presses universitaires de Lyon - 2021).
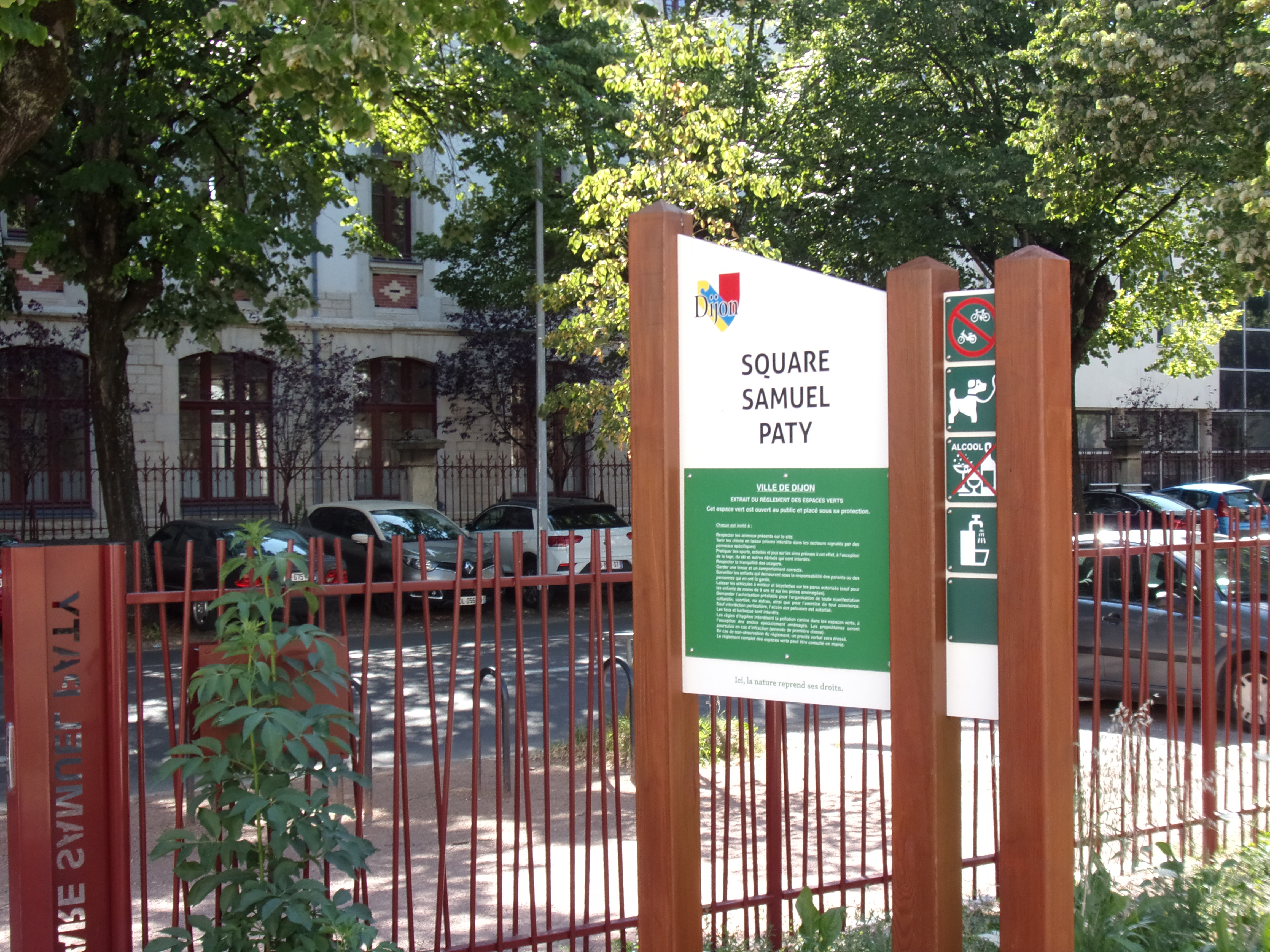
Square Samuel-Paty à Dijon (boulevard Thiers).

## Circonstances
Samuel Paty donne le 6 octobre un cours d'enseignement moral et civique (EMC) à des élèves de quatrième sur la liberté d'expression, thème au programme officiel de l'Éducation nationale,. Afin d'illustrer son propos, il présente deux caricatures de Mahomet issues du journal Charlie Hebdo,, lesquelles, parmi d'autres, sont en relation avec l'attentat meurtrier contre ce journal en 2015. Selon d'anciens élèves, il faisait cela chaque année, sans que cela ne provoque de réactions négatives chez les élèves ou les parents,.
Une note des Renseignements territoriaux du 9 octobre confirme les témoignages selon lesquels Samuel Paty a préalablement proposé aux élèves qui le souhaitent de détourner les yeux ou de sortir de la classe quelques secondes, en présence d’une auxiliaire de vie scolaire,. Dans un message sur les réseaux sociaux, un parent d'élève, Brahim Chnina, marocain,, a au contraire accusé l'enseignant d'avoir demandé « à toute la classe que les élèves musulmans lèvent la main », parmi lesquels sa fille, puis leur avoir dit « de sortir de la classe » ; mais le collège confirmera que sa fille était absente pour maladie ce jour-là. Le professeur dément ces affirmations : « j’avais proposé à mes élèves de détourner le regard quelques secondes s’ils pensaient être choqués pour une raison ou pour une autre. À aucun moment je n’ai déclaré aux élèves : “Les musulmans, vous pouvez sortir car vous allez être choqués.” Et je n’ai pas demandé aux élèves quels étaient ceux qui étaient de confession musulmane ». Samuel Paty souligne, en parlant de la fille Brahim Chnina, qu'elle a « inventé un récit au travers de rumeurs d’élèves. Il s’agit d’une fausse déclaration dans le but de nuire à l’image du professeur que je représente, du collège et de l’institution »,.
Le père, sans que l'on sache s'il savait que sa fille mentait ou s'il la croyait, s'élève de manière virulente sur Facebook contre le professeur. Citant sa fille,, il accuse Samuel Paty d'avoir présenté aux élèves « la photo » d'un homme nu et d'avoir indiqué : « C'est le Prophète ». Le texte qu'il publie sur Facebook exhorte ses « frères et sœurs » à se plaindre au CCIF et à l'administration dont il cite plusieurs échelons.
Au moins deux vidéos sont diffusées sur Internet, traitant le professeur, entre autres, de « voyou » et de « malade ». L'une d'entre elles provient du père de famille qui condamne l'utilisation de ces caricatures en traitant ensuite le professeur de « voyou ». Il accuse à nouveau Samuel Paty d'avoir présenté aux élèves « la photo » d'un homme nu. La vidéo est diffusée le 9 octobre sur les réseaux sociaux, entre autres sur la page Facebook de la mosquée de Pantin. Le responsable de cette mosquée, Mohammed Henniche, indique que la première vidéo du père de famille « est déjà virale dans les milieux musulmans » et « très relayée sur WhatsApp ». Cet élan numérique crée ainsi « un monstre dont le pouvoir de nuisance a dépassé les frontières de Conflans ». Mohammed Henniche invoque par ailleurs sa vision modérée qui serait son approche habituelle.
L'autre vidéo est enregistrée et diffusée par le militant islamiste radical Abdelhakim Sefrioui,. Ce prédicateur s'était rendu dans l'établissement avec le parent d'élève pour parler avec la principale et exiger d'elle qu'elle congédie l'enseignant « sous peine de manifestations ». Ces deux hommes font fortement pression durant plusieurs jours, cherchant à obtenir que l’enseignant soit limogé de l'Éducation nationale, venant à de multiples reprises devant le collège pour essayer de mobiliser d'autres parents contre Samuel Paty. Sur les commentaires vidéos sont indiqués le nom du professeur, l’adresse de l’établissement et un numéro de téléphone pour prendre directement contact avec le CCIF,. Le CCIF dément plus tard « toute participation à la campagne de harcèlement ».
Toujours le 8 octobre, ce même parent d'élève porte plainte pour « diffusion d'images pornographiques ». Samuel Paty rencontre le lendemain un inspecteur académique pour que lui soient rappelées les règles de neutralité et laïcité. Il est « conforté dans l’approche qu’il avait eue lors de son cours ».
Le même jour, la principale envoie un courrier électronique aux parents pour préciser les circonstances du cours. Elle indique aussi que Samuel Paty et elle-même se tiennent à la disposition des parents « qui souhaitaient revenir sur cette situation ». Le 12 octobre, le parent d'élève publie une nouvelle vidéo sur YouTube. « La principale a fait état d'appels menaçants » par la suite, selon le procureur anti-terroriste.
Le 12 octobre, auditionné par la police, Samuel Paty porte plainte à son tour « pour diffamation et dénonciation calomnieuse ». Le professeur est accompagné de la principale lorsqu'il se rend au commissariatet dément à nouveau les accusations de Brahim Chnina et de sa fille. Ce dernier ne se présente pas à sa convocation par la police le 14 octobre.
Dans les jours précédant l'assassinat, le terroriste Abdoullakh Anzorov âgé de 18 ans échange des messages sur WhatsApp avec Brahim Chnina. Il a également des contacts avec un ancien condamné pour « velléités de départ en zone irako-syrienne ». Abdoullakh Anzorov, la fille de Brahim Chnina et le collégien qui identifiera Samuel Paty le jour de l'attentat ont également des échanges sur les réseaux sociaux,.

## Déroulement de l'attentat
Le 16 octobre 2020, jour des faits, Abdoullakh Anzorov fait le trajet entre Évreux, sa ville de résidence, et Conflans-Sainte-Honorine où se trouve le collège du Bois-d’Aulne. Un ami, Naïm Boudaoud, l'emmène en voiture et Anzorov arrive sur les lieux à 13 h 39. Depuis au moins une semaine, il connaît le nom de sa cible mais ne dispose pas « de moyens permettant de l’identifier ».
À 14 h 46, il aborde un élève de 14 ans à qui il propose 300 euros en échange d'informations permettant d'identifier Samuel Paty. Pendant plus d'une heure, ils patientent seuls devant le collège. Anzorov explique au collégien, scolarisé en classe de 4e et qui ne connaît Samuel Paty que par le biais de cours du soir, qu'il veut « l'humilier, le forcer à s'excuser […] le frapper », le tout devant caméra.
À 15 h 50, les deux individus sont rejoints par quatre élèves de 3e dont un ayant eu Samuel Paty en cours le matin même. Aidé par l'élève de 4e initialement présent, il fournit à Anzorov une description physique détaillée de son enseignant et lui montre le début de l'itinéraire qu'il emprunte habituellement pour rentrer chez lui.
L'élève de 4e, dont la grande sœur est une amie proche de la fille de Brahim Chnina, passe un coup de fil à cette dernière.
Au téléphone, elle réitère ses mensonges devant Anzorov qui se met en colère. À 16 h 51, Samuel Paty sort du collège, immédiatement identifié par l'élève de 4e et son propre élève.
Anzorov remet alors les 150 euros restants aux cinq collégiens, qui se les partagent avec trois autres toutefois non associés au projet. À tous, Anzorov leur dit de se tenir à distance.
Quelques secondes plus tard (ou plus tôt), il diffuse en direct sur Snapchat une vidéo dans laquelle il tient alternativement un pistolet airsoft et un couteau et demande des « douaas » car il s'apprête à « passer des épreuves aujourd'hui ».
Après avoir mis fin à la diffusion, il demande à une élève de 5e qui se trouve entre lui et Samuel Paty de « changer de trottoir ». Prise de peur, cette dernière s'exécute. C'est alors qu'Anzorov sort le couteau Mora qu'il tenait à sa ceinture et s'élance en direction de l'enseignant aux cris d'« Allahou Akbar ! ».
À l'angle de la rue du Buisson-Moineau (Éragny) et de la rue de la Haute-Borne (Conflans), il le poignarde à 17 reprises, notamment dans l'abdomen et diverses parties du corps.
Certaines plaies thoraciques et abdominales vont jusqu'à 18 centimètres de profondeur. Les poumons, le foie, le rein droit et l'aorte sont tous perforés. L'enseignant est également éviscéré.
Avec un autre couteau, de type santoku, Anzorov procède ensuite à sa décapitation post mortem. Il dispose la tête tranchée à 30 centimètres du corps et sort son téléphone pour la photographier.

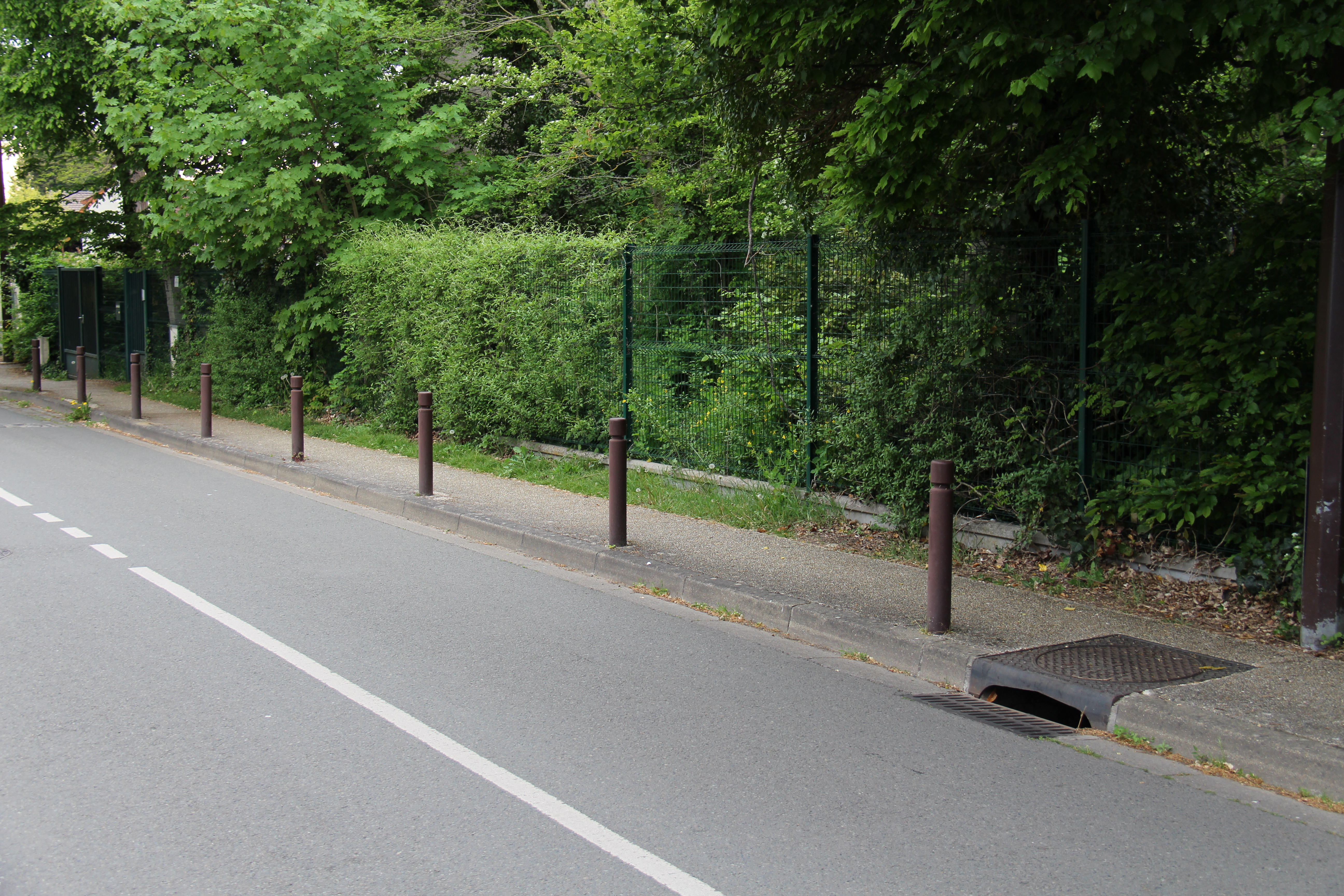
La rue du Buisson-Moineau à Éragny, où Samuel Paty est mort.

À 16 h 55, Anzorov publie le cliché macabre sur Twitter et l'accompagne d'un message de revendication,,,. À 16 h 58, il envoie, dans la précipitation, un message vocal de 28 secondes, via Instagram, à deux contacts basés à Idleb en Syrie.
S'exprimant successivement en russe et en arabe, il déclame sur un ton grave les paroles suivantes : « Mes frères, que la paix soit sur vous, ainsi que la miséricorde d'Allah et ses bénédictions. J'ai vengé le prophète Mohammed, que les bénédictions d'Allah soient sur lui ainsi que la paix. C'est ce professeur qui a montré le prophète Mohammed, que les bénédictions d'Allah soient sur lui ainsi que la paix. Il l'a montré de façon offensante. ».
C'est à peu près à ce moment-là que le corps décapité de Samuel Paty est découvert, rue du Buisson-Moineau à Éragny, près du collège du Bois-d'Aulne, par des policiers municipaux qui alertent immédiatement la Police nationale,.
La brigade anti-criminalité (BAC) se rend alors sur les lieux et identifie un homme équipé d'une arme de poing, rue Roger-Salengro. Malgré les sommations (les policiers lui demandent plusieurs fois de jeter son arme et de se mettre au sol), le suspect refuse de lâcher son arme et court vers eux en criant « Allahou Akbar ! » et en tirant à cinq reprises avec son pistolet airsoft. Les policiers se rendent rapidement compte qu'il ne s'agit pas de vraies balles (l'un d'eux s'exclame : « C'est des billes, c'est des billes, les gars », suivi par un autre) mais trois d'entre eux décident tout de même de riposter. L'homme tombe alors au sol, mais tente de poignarder les jambes d'un policier. Il est alors abattu par ce dernier et un de ses collègues. Son corps présente neuf impacts de balles,. Le couteau Mora est retrouvé sur lui. Un couteau de cuisine de 35 centimètres est ensuite retrouvé près de la victime.

## Enquête

### Auteur
Selon des papiers d'identité retrouvés sur lui, le terroriste, âgé de 18 ans, est rapidement identifié comme un ressortissant russe d'ethnie tchétchène, né en 2002 à Moscou, et détenteur du statut de réfugié de par ses parents,. Inconnu des services de renseignements, mais connu des services de police pour des faits de dégradations de biens publics et de violence en réunion commis durant sa minorité. Résidant à plus de 80 km de Conflans-Sainte-Honorine, dans le quartier de la Madeleine à Évreux, il n'a aucun lien direct avec le collège du Bois-d'Aulne ou un établissement voisin.
Dans son entreprise funeste, il est assisté de trois amis : une jeune femme âgée de 19 ans est soupçonnée d'avoir accompagné le tueur à Rouen, la veille de l'assassinat, pour l'achat d'un couteau retrouvé à proximité du lieu du crime ; une autre, âgée de 18 ans, l'a accompagné dans la coutellerie, puis véhiculé dans deux magasins d'Osny, où il a acheté deux pistolets AirSoft ; un autre de ses amis est soupçonné de l'avoir également aidé.
Dans sa jeunesse, Abdoullakh Anzorov « a baigné dans un environnement islamiste ».
Selon L'Express, son père, Abouyezid Anzorov, a hébergé de juillet à septembre 2004 cinq combattants tchétchènes, qui sont tous des membres d’Al-Qaïda. Parmi eux, un haut dirigeant de l’organisation terroriste, une information que les services d’immigration français possédaient dès 2009.
En dépit de plusieurs alertes, les pouvoirs publics n’ont jamais enquêté à son sujet.
L’Office français de protection des réfugiés et apatrides (Ofpra) note néanmoins cette information lors de sa demande d’asile, en mai 2009.
La protection est d’abord refusée, mais la Cour nationale du droit d'asile lui reconnaît la qualité de réfugié en avril 2011.
Bien que ses parents ne soient pas investis dans le milieu islamiste local, ils pratiquent un islam rigoriste.
Ainsi, durant les années de collège de l’assassin de Samuel Paty, « sa mère choque le corps enseignant en refusant de “serrer la main au professeur principal lors d’une réunion parents-élèves car il était un homme” » et son père refuse également de serrer la main de la principale.
Selon des éléments de l'enquête rapportés par Le Parisien, la radicalisation islamiste d'Abdoullakh Anzorov n'est « ni silencieuse ni soudaine », celle-ci se manifestant par un prosélytisme auprès de sa famille, un rejet des femmes, l'envoi de messages faisant l'apologie du djihad, et des contacts avec des individus en zone syro-irakienne.
Malgré son basculement ostensible dans l'islamisme radical six à douze mois avant l'attentat, il demeure inconnu des services de renseignement, n'étant ni « fiché S », ni surveillé.

#### Volonté d'émigration en Afghanistan
Le 27 avril 2020, Anzorov adresse au prédicateur darguine Abdullah Kostekskiy le message suivant : « Salutations Cheikh, j'ai 18 ans […], je vis en Europe et j'ai peur pour ma foi. C'est pourquoi je veux faire la hijra en Afghanistan […] sur le chemin d'Allah, mais il y a mes parents qui ne me permettent pas de faire cela. Je peux y aller quand même ».
Selon le journaliste Boris Thiolay, une telle demande traduit une velléité « de rejoindre les talibans, qui semblent particulièrement l'intéresser à cette période ». De façon plus générale, les discours d'Abdullah Kostekskiy (qu'Anzorov suit sur de nombreux médias sociaux depuis décembre 2019) « qui prônent l'application de la charia dans sa vision extrême » exercent une influence considérable sur sa pensée d'après l'un de ses amis tchétchènes résidant à Rouen.

#### Contacts en Syrie
Avant l'attentat, il entre en communication avec deux djihadistes non identifiés en Syrie, dont un russophone, localisés grâce à leurs adresses IP à Idleb.
Idleb est la dernière ville de plus de 100 000 habitants à être contrôlée par les hommes du Hayat Tahrir al-Cham, organisation issue — entre autres — de l'ancienne branche syrienne d'Al-Qaïda. De nombreux combattants étrangers sont présents dans cette zone dont des milliers de Tchétchènes,.
Dans une vidéo diffusée entre autres sur Instagram, il fait référence à l'État islamique,. Pour sa part, Hayat Tahrir al-Cham nie toute responsabilité dans l'attentat.

#### Activisme sur Twitter
La famille d'Abdoullakh Anzorov affirme dans un premier temps ne pas comprendre son action. Son père Abouyezid, travailleur de nuit, « semble avoir perdu le contrôle de son adolescent ». Les signes de son engagement extrémiste se manifestent assez récemment.
Ainsi, le 28 août 2020 il publie sur son compte Twitter « un photomontage mettant en scène la décapitation » d'un militant de Stram Kurs ayant brûlé un moushaf (en) du Coran à Malmö.
Le mois précédent, son compte Twitter avait été signalé à deux reprises sur la plateforme PHAROS, sans que cela ne débouche sur un ciblage. Le 10 octobre 2020, soit six jours avant l'attentat, son compte Twitter fait l'objet d'un ultime signalement, lui aussi laissé sans suite.
Le 13 septembre 2020, Anzorov se fait remarquer en publiant un thread sur son compte Twitter dans lequel il dénonce « la mécréance de l'État saoudien, de ses dirigeants, ainsi que tous ceux qui les soutiennent » : il y qualifie notamment l'ONU, l'UNESCO, l'OMC, le Conseil de coopération du Golfe et la Ligue arabe d'« idoles adorées en dehors d’Allah »,
Alors qu'il affiche déjà son extrémisme, Anzorov effectue deux demandes de formation auprès du Conseil national des activités privées de sécurité qui sont refusées « en raison de son implication dans des faits de violences ». Les enquêteurs ignorent si ces demandes sont le résultat d'une démarche visant à accéder à des sites sensibles.

#### Obsèques et hommages
La dépouille d'Abdoullakh Anzorov est rapatriée en Tchétchénie le 5 décembre 2020 après avoir transité par la Turquie. Son inhumation a lieu le lendemain dans le village d'origine de sa famille, Chalaji (en), dans le raïon d'Ourous-Martan. Son cercueil est suivi par quelque 200 personnes (un nombre important au vu du contexte sanitaire, de la météo et de la faible population du village) qui le portent en terre et le célèbrent comme « lion de l'islam ». Il reçoit même un hommage du maire Salman Dabatchevitch Magamadov qui déclare à son sujet : « c'est un héros pour l'ensemble du monde islamique ».
Le village est bouclé par la police pour éviter qu'une foule trop importante ne vienne assister aux obsèques,. Quelques jours avant ces funérailles, un habitant de Chalaji avait pris l'initiative de baptiser une rue en son honneur en apposant au support d'une conduite de gaz une plaque métallique avec l'inscription suivante : « Rue nommée d'après Abdoullakh Anzorov ».
En juin 2021, son père Abouyezid déclare dans un entretien accordé au média tchétchène Kavkaz.Realii qu'il est « satisfait » que « son fils soit parti en défendant l'honneur de tous les Tchétchènes et de tous les musulmans du monde »,. L'homme réside désormais hors du territoire français, sur lequel il est persona non grata.
Le 22 septembre 2021, le président du Parlement tchétchène Magomed Daudov affirme, dans une vidéo diffusée en direct sur son compte Instagram, qu'Abdoullakh Anzorov est un « jeune, tué parce qu'il s'opposait à la caricature du Prophète » et « qu'il est mort dans le djihad ». Par la même occasion, il reproche à ses adversaires Akhmed Zakaïev (président du Cabinet des ministres de la république tchétchène d'Itchkérie en exil) et Anzor Maskhadov (fils d'Aslan Maskhadov, président de la république tchétchène d'Itchkérie de 1997 à 2005) de ne pas le dire par lâcheté politique.

### Investigations
Le Parquet national antiterroriste a ouvert une enquête pour « assassinat en relation avec une entreprise terroriste » et « association de malfaiteurs terroriste criminelle ». Le service régional de police judiciaire de Versailles, la sous-direction anti-terroriste (SDAT) et la direction générale de la Sécurité intérieure (DGSI) sont chargés de l'enquête.
Le ministre de l'Intérieur active la cellule interministérielle de crise (CIC) place Beauvau où s'est immédiatement rendu le président de la République, avant sa visite sur les lieux de l'attentat.
Quatre personnes sont placées le soir même en garde à vue. Elles font partie de l'entourage familial immédiat de l'assaillant : ses parents, son grand-père, son frère cadet âgé de 17 ans. Le lendemain, cinq autres personnes sont également placées en garde à vue. Elles font partie de l'entourage non familial de l'agresseur. Parmi ces gens figurent le parent d’élève auteur de la première vidéo ainsi que Abdelhakim Sefrioui, un « vieux routier de l'islamisme radical ».
Le procureur anti-terroriste déclare que la demi-sœur du parent d'élève avait rejoint Daech en Syrie.
Le 21 octobre, sept personnes sont présentées à un juge antiterroriste, dont le parent d’élève Brahim Chnina, le militant Abdelhakim Sefrioui, deux mineurs soupçonnés d’avoir reçu de l’argent du terroriste pour identifier la victime et trois amis de l’assaillant qui s’étaient livrés spontanément, l’un qui l'aurait conduit sur place et un autre qui l'aurait accompagné pour l’achat d’une arme qui a servi pour l'attentat. Selon le procureur national antiterroriste, il y a un « lien de causalité évident » entre la campagne de dénigrement lancée par Brahim Chnina contre Samuel Paty et sa décapitation. Samuel Paty a « nommément été désignée comme une cible sur les réseaux sociaux » à cause d'une « réinterprétation » de la polémique dans le but de l’instrumentaliser.
Brahim Chnina, Abdelhakim Sefrioui et deux jeunes femmes ayant aidé Anzorov sont mis en examen pour « complicité d’assassinat terroriste » et une troisième relation pour « association de malfaiteurs terroriste en vue de commettre des crimes d’atteintes aux personnes ». Tous sont placés en détention provisoire, sauf Brahim Chnina, qui a toutefois été incarcéré dans l’attente d’un débat sur cette question. Deux collégiens, âgés de 14 et 15 ans, sont accusés d’avoir désigné l’enseignant en échange d’une « somme de 300 ou 350 € » et sont mis en examen pour « complicité d’assassinat en relation avec une entreprise terroriste » et placés sous contrôle judiciaire.
Le 3 novembre 2020, sur commission rogatoire des juges antiterroristes, la Direction générale de la Sécurité intérieure interpelle trois personnes suspectes, deux jeunes hommes âgés de 18 ans et une jeune femme de 17 ans en Haute-Marne et en Haute-Saône. Le 26 novembre 2020, quatre autres collégiens sont mis en examen : l'adolescente à l'origine des accusations mensongères répercutées par son père Brahim est mise en examen pour « dénonciation calomnieuse » ainsi que trois autres mineurs âgés de 13 ou 14 ans, sont mis en examen pour « complicité d'assassinat terroriste » et soupçonnés d'avoir désigné la victime à l'assaillant devant leur collège.
Le 25 juin 2021, une femme de 33 ans, arrêtée à Nice trois jours plus tôt, est mise en examen pour « association de malfaiteurs terroriste » en raison de ses contacts avec Abdoullakh Anzorov dans les jours précédant l'assassinat. Cela porte à quinze le nombre de personnes poursuivies dans cette affaire.
Le 7 novembre 2022, le parquet national antiterroriste (PNAT) a ouvert une enquête préliminaire pour « provocation à un acte terroriste » sur le dernier interlocuteur d'Abdoullakh Anzorov, Farrukh Fayzimatov, alias Faruq Shami, un djihadiste originaire du Tadjikistan et actif en Syrie,.

## Procès et condamnations

### Condamnations pour dénonciation calomnieuse et association de malfaiteurs
En novembre 2023, six adolescents tous collégiens et mineurs au moment des faits sont jugés à huis clos par le tribunal pour enfants de Paris pour leur implication dans l'assassinat. Une adolescente âgée de 13 ans au moment des faits, a été jugée pour avoir accusé à tort le professeur d’islamophobie. Elle a été condamnée à 18 mois de sursis probatoire pour dénonciation calomnieuse,.
Les cinq autres prévenus, âgés alors de 14 à 15 ans, le sont pour association de malfaiteurs en vue de préparer des violences aggravées, notamment d’avoir surveillé les abords du collège et désigné Samuel Paty à l’assaillant, contre rémunération. Les condamnations vont de 14 à 18 mois avec sursis pour 4 d'entre eux, elle est de 24 mois dont 6 mois fermes aménagés avec port de bracelet électronique pour le cinquième, qui a désigné Samuel Paty à son assassin contre rémunération,.

### Procès pour complicité d’assassinat terroriste et association de malfaiteurs terroriste criminelle
Le texte peut changer fréquemment, n’est peut-être pas à jour et peut manquer de recul. 
Le titre et la description de l'acte concerné reposent sur la qualification juridique retenue lors de la rédaction de l'article et peuvent évoluer en même temps que celle-ci.
Le procès devant la Cour d'assises spéciale de Paris pour sept hommes et une femme considérés comme impliqués dans l'assassinat de l'enseignant s'ouvre le 4 novembre 2024, la fin est prévue pour le 20 décembre 2024. Deux prévenus sont jugés pour complicité d’assassinat terroriste, deux amis de l'assassin qui sont accusés de l'avoir aidé à s'armer et de l'avoir convoyé jusqu'au lieu du crime pour l'un d'entre eux. Ils expliquent n'avoir eu aucune idée du projet de leur ami. Six autres sont jugés pour association de malfaiteurs terroriste criminelle, dont deux pour avoir lancé la campagne de cyber-harcélement contre le professeur. Les quatre autres, dont trois amis de l'assassin, sont soupçonnés de l'avoir conforté dans son projet, notamment via le partage de propagande djihadiste en ligne.
Le 20 décembre 2024, la Cour d’assises condamne les huit accusés à des peines allant d’un an d’emprisonnement à 16 ans de réclusion criminelle. Le verdict reconnaît « la réalité d’un engrenage islamiste qui, d’une campagne de haine fondée sur la critique du blasphème au passage à l’acte d’un djihadiste, a conduit à la mort du professeur ». Deux amis du terroriste Abdoullakh Anzorov qui a décapité Samuel Paty, ont été condamnés pour complicité d’assassinat terroriste. Azim Epsirkhanov, réfugié tchétchène, est condamné à 16 ans de réclusion criminelle et Naïm Boudaoud, à la même peine. « La Cour a jugé qu’ils connaissaient la dangerosité de leur ami et qu’ils lui ont fourni une aide logistique directe ». Abdelhakim Sefrioui, 65 ans, et Brahim Chnina, 52 ans, accusés d’être à l’origine de la campagne islamiste ayant conduit à la mort du professeur, sont condamnés pour association de malfaiteurs terroriste criminelle à une peine de 15 ans de réclusion criminelle pour le premier et de 13 ans pour le second. Quatre condamnés font appel de la décision judiciaire,,. Le procès en appel est prévu du 26 janvier au 27 février 2026.

## Réactions

### En France

#### Pouvoirs publics

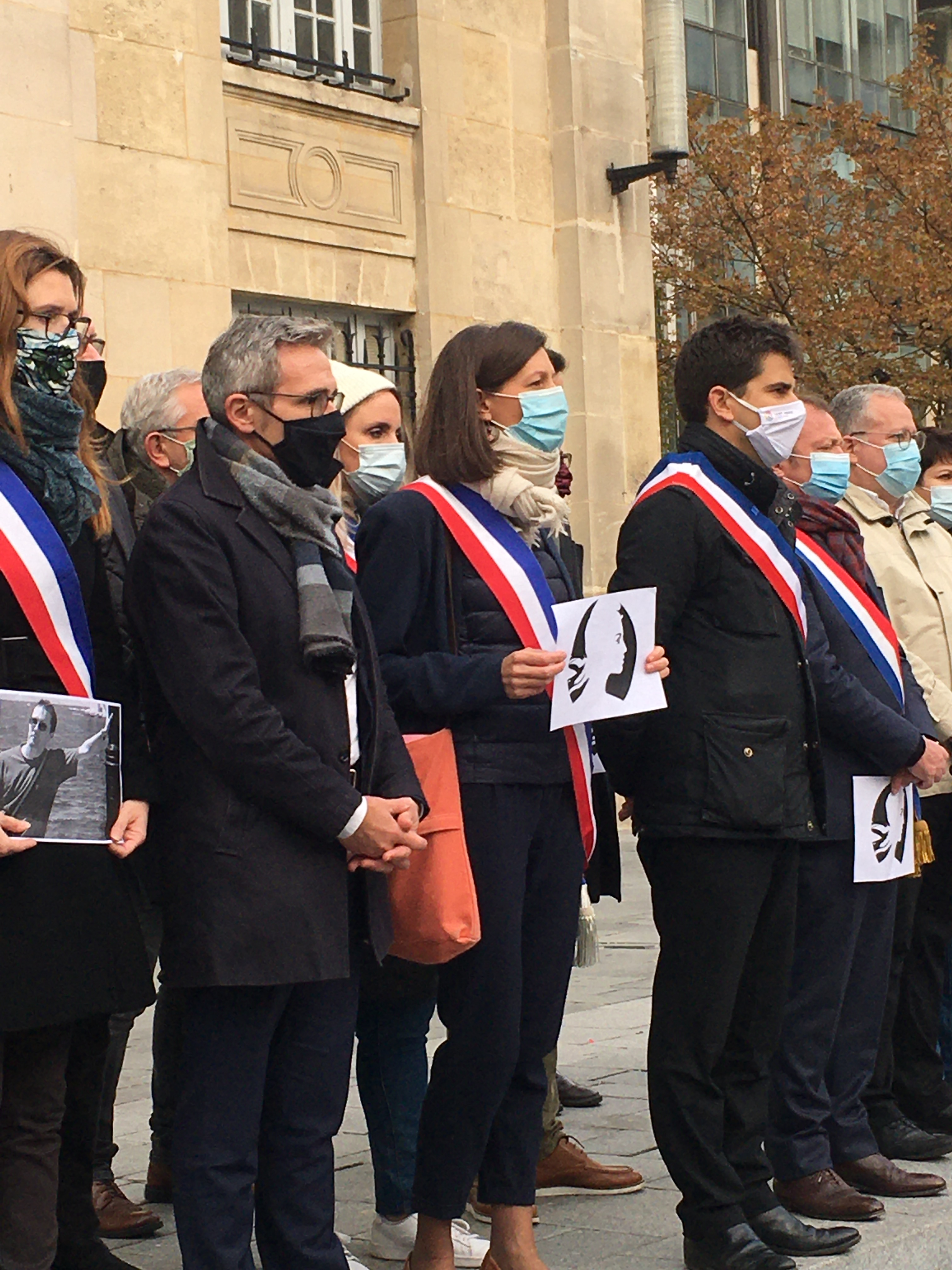
Hommage à Samuel Paty à Saint-Denis le 17 octobre 2020.

Le président de la République, Emmanuel Macron, se rend le soir même sur les lieux de l'attentat, devant le collège de Conflans-Sainte-Honorine. Il déclare alors : « Un de nos concitoyens a été assassiné parce qu’il enseignait, apprenait à ses élèves la liberté d’expression, de croire ou ne pas croire. Notre compatriote a été la victime d’un attentat terroriste islamiste caractérisé (…) Il n’y a pas de hasard si ce soir c’est un enseignant que ce terroriste a abattu parce qu’il a voulu abattre la République dans ses valeurs. Les Lumières, la possibilité de faire de nos enfants, d’où qu’ils viennent, qu’ils croient ou qu’ils ne croient pas, quelle que soit leur religion, d’en faire des citoyens libres. Cette bataille c’est la nôtre et elle est existentielle ». Il ajoute : « (…) tous et toutes, nous ferons bloc. Ils ne passeront pas. L’obscurantisme et la violence qui l’accompagne ne gagneront pas. Ils ne nous diviseront pas. C’est ce qu’ils cherchent et nous devons nous tenir tous ensemble ». Le chef de l'État rend hommage également aux collègues de Samuel Paty, louant notamment la proviseure « qui, avec un courage remarquable ces dernières semaines, a tenu face à toutes les pressions, a exercé son métier, fait son devoir avec un dévouement remarquable »,.
Le ministre de l’Éducation nationale, Jean-Michel Blanquer, dénonce une vidéo « mensongère » faite pour « créer du conflit, et à la fin ça a créé une tragédie ». Il annonce par ailleurs que lors de la rentrée scolaire le 2 novembre aura lieu une minute de silence en hommage à Samuel Paty dans toutes les écoles, dans le cadre d'une « séance éducative » et précise que chaque perturbateur sera sanctionné.
En séance à l'Assemblée nationale, le jour même, les députés se lèvent pour « saluer la mémoire » de l’enseignant. Après les sénateurs en séance la veille, le 20 octobre 2020, les députés observent une minute de silence sur les marches du palais Bourbon, avant d'entonner La Marseillaise. Une minute de silence est également observée en début de séance l'après-midi. Le président Richard Ferrand y salue la mémoire de Samuel Paty, le qualifiant d'« éclaireur de conscience » et souligne que « la vie d’un professeur est sacrée (…), la liberté de propager le savoir est sacrée, (…) la liberté d’expression, de la presse et des caricaturistes est absolue (…), le modèle de la laïcité à la française constitue un trésor national ». Le 20 octobre 2020, Emmanuel Macron promet que les mesures contre l'islam radical seront intensifiées.
Lors d'un hommage rendu à Samuel Paty à la Sorbonne le 21 octobre, Emmanuel Macron le qualifie de « visage de la République » et de « la liberté » avant d'affirmer son soutien au caricatures. Le président ajoute ainsi « Nous défendrons la liberté que vous enseigniez si bien et nous porterons la laïcité, nous ne renoncerons pas aux caricatures, aux dessins, même si d'autres reculent. ».

#### Public

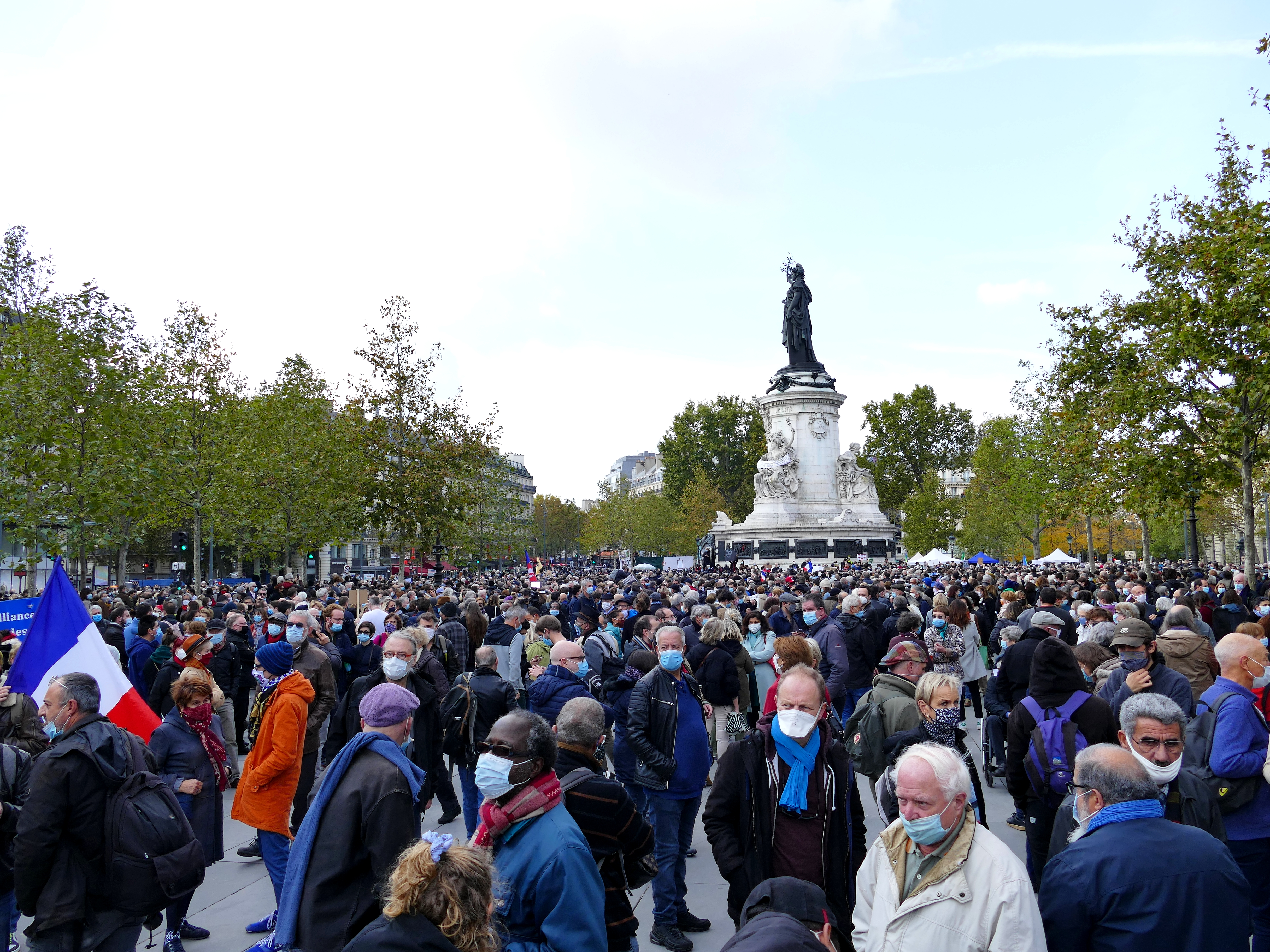
Manifestation place de la République à Paris le 18 octobre 2020.

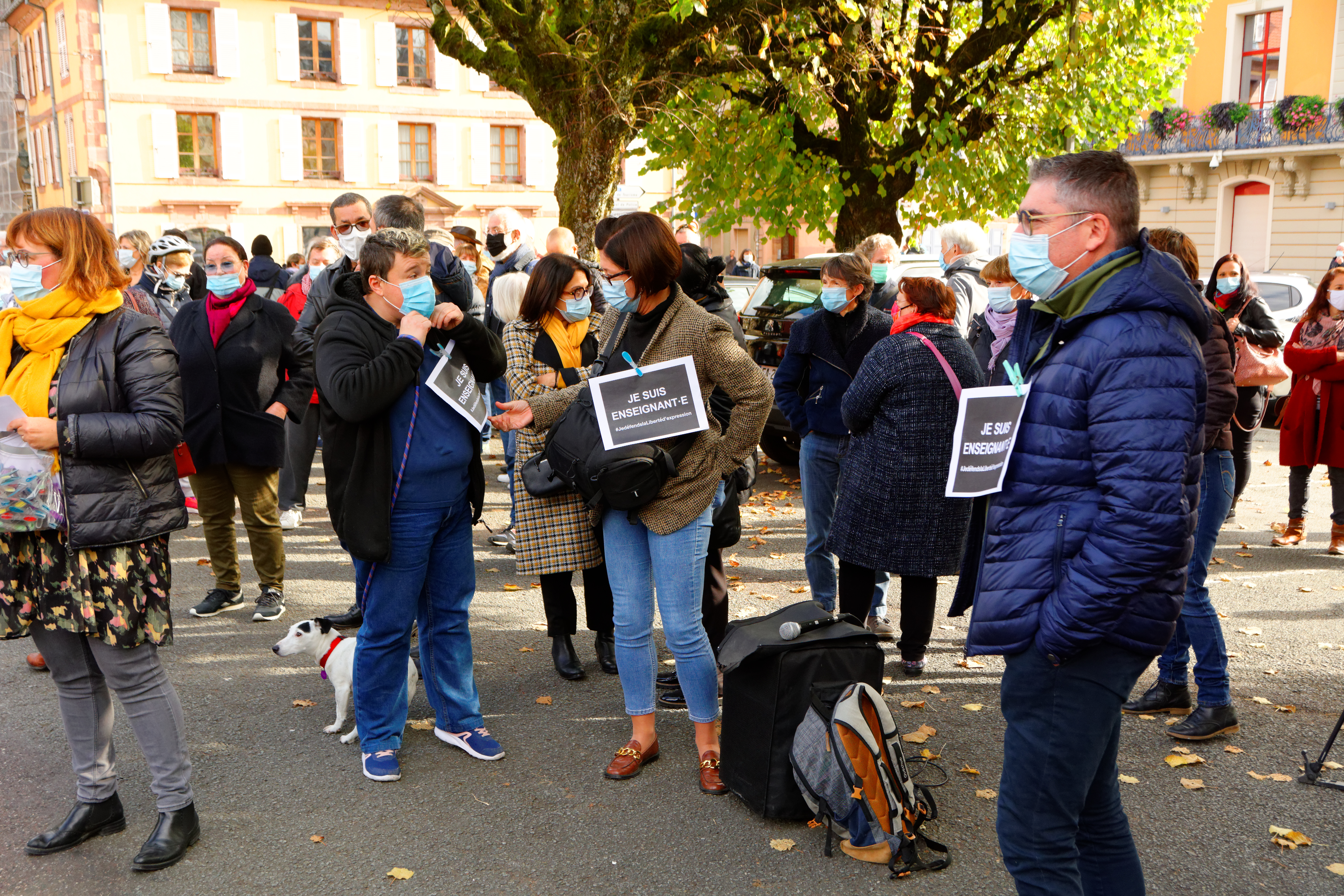
Rassemblement sur la place de la République à Belfort le 18 octobre 2020.

Le 19 octobre, plusieurs dizaines de milliers de personnes forment des rassemblements de protestation contre cet attentat dans plusieurs villes françaises. Le même jour, un grand rassemblement a lieu place de la République à Paris, auquel se joint brièvement le Premier ministre Jean Castex.
Une marche blanche en hommage à Samuel Paty se déroule le 19 octobre à Conflans-Sainte-Honorine à partir du collège du Bois-d’Aulne. Les participants, dont de nombreux élus locaux, observent une minute de silence suivie par des applaudissements nourris.

#### Parents d'élèves
Les associations de parents d'élèves ont demandé la défense de la liberté d'expression et de la laïcité, la FCPE comme la PEEP, mais aussi plus de contrôle des réseaux sociaux,,,, en soulignant que ses collègues approuvaient Samuel Paty. Cécile Frattaroli (PEEP) a estimé qu'il faudra « parler des réseaux sociaux et de leurs limites » et Rodrigo Arenas (FCPE) a réclamé que les plateformes internet soient « contraintes d'intervenir, de fermer le compte, signaler l'infraction », quand circulent des vidéos comme celle de Conflans-Sainte-Honorine.
Alerté par des parents en province, il l'avait signalée à la mairie une semaine avant l'attentat,,, qui lui avait répondu avoir alerté l'Éducation nationale, qui « prenait les choses en main ».
La FCPE souhaitait une action en justice, Corinne Grootaert, présidente départementale, ayant constaté l'écart entre la vidéo et la version du collège, où elle est parente et où les enseignants et les élèves avaient massivement signalé la vidéo à Facebook.

#### Sondage d'opinion
Selon le résultat d'un sondage d'opinion de l'Ifop pour CNews et Sud Radio,, 79% des Français interrogés pensent que « l’islamisme a déclaré la guerre » à la France et à la République française » et « 87 % des Français estiment que la laïcité est en danger », « 78 % des français […] trouvent « justifié » que les professeurs utilisent des caricatures moquant les religions dans un cours sur la liberté d'expression »,

#### Monde enseignant
SOS racisme et les organisations syndicales de l'enseignement comme le SNES-FSU, et l'Unsa Éducation ont organisé de nombreux rassemblements dans toute la France pour rendre hommage à Samuel Paty et appelé les personnels de l'Éducation nationale à observer une minute de silence. Le secrétaire général de la FSU, Benoit Teste, a réclamé « une protection de la part de notre administration ».
Plusieurs enquêtes ont montré que de nombreux professeurs déplorent l'abandon et l'absolu manque de courage de leur hiérarchie,, reproche récurrent depuis deux ans. Sur Europe 1 et RTL, les enseignantes Sophie Mazet, auteure de Autodéfense intellectuelle, et Fatiha Agag-Boudjahlat ont mis en cause le « gros problème » du manque de soutien de la hiérarchie ou « l'immense solitude du professeur »,.

#### Partis politiques
Olivier Faure (Parti socialiste) estime le 18 octobre que l'attentat traduit « la volonté de faire obéir la République à un ordre supérieur ». Il ajoute que « nous sommes à un tournant. Notre réaction doit être puissante » et qu'« il faut ouvrir la voie à la dissolution de toutes les associations — parées parfois d’un vernis caritatif — qui se constituent dans le but réel de diffuser et entretenir la haine ».
Le 19 octobre, Marine Le Pen (Rassemblement national) se rend à Conflans-Sainte-Honorine pour déposer une gerbe devant le collège de l'enseignant décapité, puis quelques heures plus tard, réclame une « législation de guerre » contre l'islamisme, qui s'inscrive dans une « stratégie de reconquête » républicaine et pas seulement « d'endiguement ».
Le même jour, Jean-Luc Mélenchon (La France insoumise) déclare « Je pense qu'il y a un problème avec la communauté tchétchène en France » et demande l'expulsion des Tchétchènes impliqués dans l'« islamisme politique ». Il ajoute: « Il y a sans doute de très bonnes personnes dans cette communauté, mais c'est notre devoir national que de s'en assurer ».
Toujours le 19 octobre, Christian Jacob (Les Républicains) déclare qu'« évoquer aujourd'hui l'islamisme radical et le communautarisme en disant qu'il n'y a pas de lien avec l'immigration, c’est se voiler la face ». Il ajoute : « à partir du moment où des individus sont en lien avec des mouvements islamistes qui prônent la haine et la violence, pour ne pas dire le meurtre, qu'est-ce qu'ils font encore sur notre territoire s'ils sont étrangers ? Il ne doit pas y avoir de débat là-dessus ».
Une partie de la droite exprime son refus des commémorations, jugées inutiles, et son désir d'action : pour le sénateur Bruno Retailleau (Les Républicains), il faut « des armes, pas des larmes » ; il ajoute : « Les bougies n’arrêteront pas l’incendie, les pleurs ne nous protégeront pas des tueurs islamistes ». Le sénateur ne participe donc pas au rassemblement parisien du 18 octobre, de même que d'autres représentants des Républicains, dont la députée européenne Agnès Evren qui déclare : « Les précédentes marches, je les ai toutes faites, mais ça suffit la compassion ». Les représentants du Rassemblement national décident eux aussi de ne pas prendre part à cette manifestation.

#### Presse
L'hebdomadaire Charlie Hebdo réagit en déclarant que « l’intolérance vient de franchir un nouveau seuil et ne semble reculer devant rien pour imposer sa terreur à notre pays. Seule, la détermination du pouvoir politique et la solidarité de tous mettront en échec cette idéologie fasciste. Cet acte immonde endeuille notre démocratie mais doit nous rendre plus combatifs que jamais pour défendre notre Liberté ».
Le magazine L'Express et le magazine Marianne décident en concertation de republier le 20 octobre les deux caricatures présentées par l'enseignant pour réaffirmer le droit à la liberté d'expression. De surcroît, Marianne y ajoute d'autres caricatures de Charlie Hebdo ayant le thème d'autres religions.
Le quotidien La Nouvelle République du Centre publie en une le dessin de Cabu Mahomet débordé par les intégristes, une plainte est déposée pour menace (après six posts haineux sur Facebook).

#### Religieux musulmans

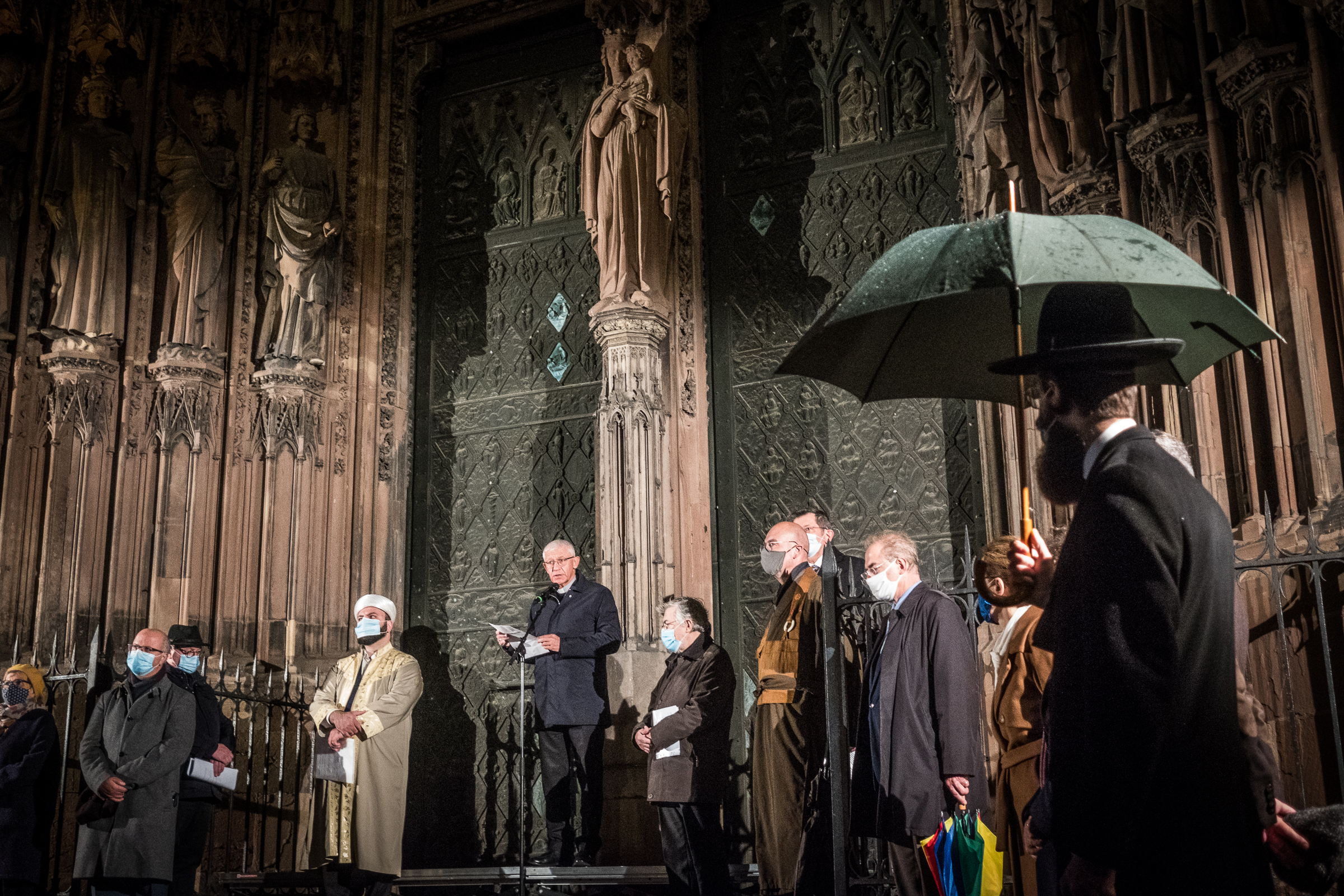
Rassemblement interreligieux sur le parvis de la cathédrale de Strasbourg, 22 octobre 2020.

De nombreux imams de France condamnent l'assassinat de l'enseignant, appelant à ce que l'islam ne soit pas associé à de tels actes odieux,. Le Conseil français du culte musulman (CFCM) condamne « l'horrible assassinat » et le terrorisme qui se réclame de l'islam, et distribue un texte auprès des imams du pays pour les encourager à parler de l'attentat, appelant également à ne plus réagir aux caricatures de Mahomet.
Le Conseil des mosquées du Rhône condamne dans un communiqué « la haine aveugle » et la « folie meurtrière » et affirme que la religion dont le terroriste « se proclame ne se reconnaît pas en lui ». Les signataires du communiqué, qui viennent d'une trentaine de mosquées, déclarent s'engager « à renforcer l’étude des fondements idéologiques de la pensée extrémiste et le combat contre ceux qui l’alimentent, la nourrissent et la financent ». Le site Saphirnews publie une tribune de 30 imams appelant « la jeunesse musulmane à se diriger vers les imams et théologiens qualifiés, dans leur quête spirituelle, afin de ne pas tomber dans l’obscurantisme ».
Dans un tweet, Chems-Eddine Hafiz, recteur de la grande mosquée de Paris, appelle les imams de sa fédération à consacrer leur prêche du vendredi suivant à la mémoire de Samuel Paty et à la lutte contre le terrorisme islamiste. Selon Europe 1, « un peu partout en France », les imams répondent à l'appel du recteur, rendant hommage au professeur d’histoire assassiné.
En réponse à l'assassinat de Samuel Paty, le CFCM, principal interlocuteur des pouvoirs publics sur l'islam, organise une réunion le 1er novembre pour discuter de la formation des cadres religieux et d'un plan de lutte contre la radicalisation,.
Diverses pistes sont étudiées, notamment « mener un travail théologique sur les concepts dévoyés de la religion musulmane » et « faire un travail collégial sur le prêche du vendredi afin de diffuser une parole forte des cadres religieux portée par les imams ».

### À l'étranger
La directrice générale de l’UNESCO, Audrey Azoulay, rend hommage à Samuel Paty.
Le 19 octobre 2020, les députés européens, en séance à Bruxelles, observent une minute de silence à la mémoire de Samuel Paty. En présence de la vice-présidente de la Commission européenne, Margrethe Vestager, le président David Sassoli déclare que la « terreur se combat par l'éducation, par l’enseignement, auquel Samuel Paty croyait ».
Dès le 19 octobre, l'attentat figure en première page de plusieurs grands journaux notamment en Allemagne, en Espagne, en Italie, aux États-Unis, au Royaume-Uni. Le journal italien La Repubblica écrit : « Nous assistons à un renversement culturel qui censure les enseignants et viole l'autonomie intellectuelle de nos enfants ». Le New York Times écrit « La police française tire et tue un homme après une attaque meurtrière au couteau », et le renomme « Un homme décapite un enseignant dans la rue en France et est tué par la police » à la suite des protestations,.
Au Liban, pour le journaliste syrien Walid Brakssieh, les réactions de certains musulmans qui soutiennent le terroriste, montrent « à nouveau que le monde musulman et le monde non musulman deviennent de plus en plus intolérants l'un envers l'autre. Cette idée de l’incompatibilité est applicable à d’autres religions dont on peut dire qu’elles constituent un obstacle à l’évolution de l’humanité après avoir été à une époque un facteur de la civilisation humaine à travers leur contribution directe à la formation d'États et d'empires historiques ». Il fait également le parallèle entre la justification de l'attentat et celle émise par certains Occidentaux des crimes de guerre commis par Bachar el-Assad au nom de la lutte antiterroriste.
Ramzan Kadyrov, dirigeant de la république de Tchétchénie qui appartient à la fédération de Russie refuse tout amalgame et objecte que « un criminel n’a pas de nationalité. Les Tchétchènes n’ont rien à voir là-dedans » mais nuance toutefois son propos en remettant en cause le droit au blasphème français en expliquant que « cette tragédie nous pousse à réfléchir au fait que la société française confond souvent démocratie et permissivité excessive, ou affichage de relations inadmissibles aux valeurs de l’islam ».
Pour l’ambassade de Russie en France, « ce crime n’a aucun rapport avec la Russie, car cet individu demeurait en France depuis douze ans et sa famille avait été acceptée par la patrie française ».
Dans les jours qui suivent le discours à la Sorbonne du président de la République, lors de l'hommage national du 21 octobre à Samuel Paty où Emmanuel Macron promettait de ne pas renoncer aux caricatures, les appels au boycott des produits français se multiplient sur les réseaux sociaux dans plusieurs pays musulmans dont le Pakistan, la Turquie, le Koweït et le Qatar.
L'Élysée dénonce « une campagne islamiste contre la France » menée surtout par des Turcs qui diffusent une « propagande absurde, par exemple que le président a décidé de projeter les caricatures de Mahomet sur les bâtiments publics ». Dans un contexte de relations tendues entre la Turquie et la France, l’Élysée dénonce des propos « inacceptables » du président turc Recep Tayyip Erdoğan, qui a mis en question à trois reprises « la santé mentale » d'Emmanuel Macron, à cause de son attitude selon lui hostile envers les musulmans. Le président Macron rappelle à Paris l’ambassadeur de France, « un acte diplomatique rare ».
L'Élysée note également « l’absence de messages de condoléances et de soutien du président turc après l’assassinat de Samuel Paty » le 24 octobre. En retour, le ministère des Affaires étrangères turc rappelle un tweet du 17 octobre de l'ambassadeur de Turquie en France, İsmail Hakkı Musa (tr) : « Horrifié par le meurtre atroce d'un professeur à Conflans-Sainte-Honorine. Rien ne peut justifier cela. Mes condoléances à ses proches ».
Le président russe Vladimir Poutine présente ses condoléances à Emmanuel Macron au cours d'un entretien téléphonique le 20 octobre 2020. Le président américain Donald Trump fait également part de ses condoléances durant un rassemblement de campagne le 17 octobre 2020.
Justin Trudeau, Premier ministre du Canada, déclare quant à lui, le 30 octobre, que la liberté d’expression a des limites et qu'elle doit s’exercer dans le « respect pour les autres » et avec le souci de « ne pas blesser de façon arbitraire ou inutile »,,,.
Le chef du Bloc québécois, Yves-François Blanchet, critique les propos du Premier ministre « ayant pour effet de réduire la portée de la liberté d’expression et, dans une certaine mesure, de justifier l’assassinat révoltant de l’enseignant français Samuel Paty » et ajoute au nom de son parti : « Nous dénonçons sans équivoque les attaques terroristes perpétrées et nous supportons résolument la France dans sa lutte contre le terrorisme ainsi que dans sa défense de laïcité et de la liberté d’expression ».
L'Assemblée nationale du Québec condamne l'attentat et demande aux structures enseignantes et universitaires de respecter une minute de silence. Le Premier ministre du Québec, François Legault, affirme aussi être en désaccord avec Justin Trudeau et en accord avec Emmanuel Macron. La différence de réactions entre les politiciens du Canada et du Québec s'expliquerait par une opposition de fond entre le multiculturalisme canadien et l'interculturalisme québécois, lequel favoriserait un rapprochement franco-québécois vu sa filiation sous-entendue avec le républicanisme de France quant aux questions de liberté d'expression et de laïcité.
Le bureau de l'Alliance des civilisations des Nations unies a publié deux déclarations. La première exprime les condoléances du Haut Représentant de l'Alliance, Miguel Ángel Moratinos, et souligne que « ce crime odieux est injustifiable, quels que soient le moment, le lieu et l'auteur ». Dans la deuxième déclaration, le Haut Représentant fait savoir que « la liberté de religion ou de conviction et la liberté d'expression sont des droits interdépendants, liés entre eux et se renforçant mutuellement, qui trouvent leur origine dans les articles 18 et 19 de la Déclaration universelle des droits de l'homme. Le maintien et la protection de ces droits fondamentaux sont la responsabilité première des États membres. Dans le même temps, la liberté d'expression doit être exercée de manière à respecter pleinement les croyances et les principes religieux de toutes les religions. Il réaffirme que les actes de violence ne peuvent et ne doivent être associés à aucune religion, nationalité, civilisation ou groupe ethnique. Dans le même temps, la violence ne peut et ne doit jamais être une réponse justifiable ou acceptable à des actes d'intolérance fondés sur la religion ou la croyance »,.

### Apologie du terrorisme islamiste

#### En France
Plusieurs condamnations, dont des peines de prison ferme, sont prononcées dans les jours qui suivent l'attentat pour apologie du terrorisme sur les réseaux sociaux ou pour avoir diffusé une photo de la victime décapitée ,. Un Russe d'origine tchétchène de 22 ans, déjà condamné pour apologie du terrorisme en 2017 après les attentats de Charlie Hebdo, est arrêté pour apologie d'actes terroristes en ligne ; des armes sont trouvées à son domicile.
Charlie Hebdo constate qu'un « hommage improvisé au terroriste a eu lieu sur Twitter, avec un hashtag spécialement créé ». L'hebdomadaire publie des messages islamistes et écrit qu'Anzorov, ce terroriste islamiste « continue à être célébré dans des tweets en anglais et en arabe comme un martyr ou un héros, et les appels au boycott des produits français se répandent sur le réseau social ». Dans un autre article du même numéro de Charlie Hebdo, Riss écrit : « Depuis l’exécution de Samuel Paty par un islamiste, la France semble traversée par un vent de contestation inédit à l'encontre de la complaisance dont l'islam radical a trop longtemps bénéficié dans certains partis politiques, médias ou institutions de la République ». Pour le docteur en science politique et auteur de deux essais, Nedjib Sidi Moussa, la complaisance envers les islamistes, qui pour lui ne sont « rien d’autre que les représentants de l’extrême droite arabo-musulmane », concerne autant la gauche que la droite.
Lors de l'hommage national, le 2 novembre, à Samuel Paty dans les établissements scolaires, environ 400 incidents lors de la minute de silence ont été signalés selon le ministre de l’Éducation nationale « dans des formes parfois légères, parfois lourdes ». Sur ces 400, 160 cas de refus de participation ou de perturbation, 150 cas d'apologie du terrorisme et une centaine plus sérieux ont lieu. Certains impliquent des enfants de huit à douze ans et déclenchent des poursuites pénales pour une dizaine d'entre eux et une « évaluation sociale par les services du département » pour les plus jeunes,. Quatorze procédures concernent des mineurs à la date du 5 novembre.
Le 4 novembre, à Poitiers, un demandeur d'asile afghan de 26 ans ayant fait l'éloge de la décapitation de Samuel Paty sur des réseaux sociaux est condamné à 18 mois de prison et à une interdiction définitive du territoire national français.
Jean-Paul Rouiller, expert en terrorisme, estime qu'« on change d’échelle de grandeur avec l’assassinat du professeur Paty. À partir du moment où vous avez cette action qui est commise, on voit sur les réseaux sociaux la machine à propagande de l’État islamique qui se remet en marche comme elle ne l’avait plus fait depuis deux ans ».
Le 13 novembre 2020, le Conseil des droits de l'homme de l'ONU est saisi par Nabil Boudi, l'avocat d'une lycéenne de 17 ans placée en garde à vue pendant sept heures pour avoir « prononcé des propos susceptibles de recevoir la qualification d'apologie d'acte de terrorisme », qui s'inquiète d'« une dérive concernant le traitement pénal des mineurs en France et dans le cadre de la lutte antiterroriste ».

#### Affaire Maka
Le 11 novembre 2020, un rappeur français de 18 ans se faisant appeler Maka (né Nelson M.) publie sur sa chaîne YouTube un clip intitulé « S***** P*** » et dans lequel il fait explicitement référence à l'attentat de Conflans-Sainte-Honorine, avec un refrain débutant par « On découpe comme Samuel Paty, sans empathie ». Le clip, tourné à Lagny-sur-Marne le 30 octobre 2020, est rapidement dénoncé comme une apologie du terrorisme par des internautes et au moins deux personnalités politiques d'extrême droite : Jean Messiha et Nicolas Meizonnet,. Le clip vidéo s'ouvre sur des images d'un journal télévisé relatant l'assassinat de Samuel Paty. Par la suite, on y voit — entre autres choses — le rappeur agiter une machette et danser devant une voiture incendiée. Le clip comporte un encart d'avertissement « Ceci n’est pas un appel à la haine, mais l’illustration de la nature humaine qu'à cela ne tienne, ne prenez pas pour argent comptant ce qui est dit. Rien ne nous oppose ». La vidéo qui atteint vingt mille vues dans sa publication originale est supprimée par YouTube avant de réapparaître.
Le 12 novembre 2020, un élève de 14 ans du collège de La Grange-du-Bois de Savigny-le-Temple, inspiré par ce morceau de rap, menace sa professeure d'histoire-géographie de la « découper comme Samuel Paty ». Ces propos, tenus lors d'un cours d'éducation civique au cours duquel « une photo d'une manifestation relative aux attentats » est montrée, remontent rapidement jusqu'au principal de l'établissement qui alerte la police, qui vient interpeller le jeune homme, le jour même, à 12 h 15. Lors de son arrestation, les policiers découvrent un taser dans son sac (ou dans une de ses poches). Le 13 novembre 2020, il est déferré devant le parquet de Melun : initialement poursuivi pour menace de mort sur une personne chargée d'une mission de service public, apologie du terrorisme et port d'arme prohibé de catégorie D, il ne sera finalement jugé que pour menace de mort sur une personne chargée d'une mission de service public, les deux autres charges n'ayant pas été retenues par le parquet,.
Le 24 novembre 2020, Maka est à son tour interpellé et placé en garde à vue[réf. nécessaire]. Le surlendemain, il est jugé en comparution immédiate par le tribunal correctionnel de Meaux pour « apologie directe et publique du terrorisme », « recel de vol » et « dégradation de bien d’autrui par un moyen dangereux pour les personnes »,. Le qualifiant de « sorte de symbole », son avocate, maître Marie Violleau, plaide la relaxe de son client, lequel justifie sa démarche artistique motivée par une quête de buzz et exprime des regrets : « Je veux être un artiste, il fallait un petit coup de boost ». Le clip vidéo est diffusé par le président de la cour au cours de l'audience. Maka écope finalement de quinze mois de prison ferme avec mandat de dépôt pour apologie du terrorisme, port d'arme prohibé de catégorie D et recel de destruction par moyen dangereux pour les personnes. Peine à laquelle viennent s'ajouter six mois d'un sursis révoqué d'un règlement de comptes entre bandes rivales remontant au 6 septembre 2018,. De plus, l'artiste doit verser 500 euros en dédommagement au propriétaire de la voiture volée et incendiée mise en scène dans le clip.
Plusieurs mois après l'incarcération de Maka, sa musique continue de faire des émules et le 28 janvier 2021, un autre habitant de Lagny-sur-Marne envoie un courriel au directeur central de la police judiciaire Jérôme Bonet, dans lequel il déclare : « Je vous coupe comme Samuel Paty, sans empathie, t'es aussi vraiment mort, sale pute ». Jugé en comparution immédiate, il est condamné à quatre mois de prison ferme avec mandat de dépôt le 2 mars 2021, après s'être montré particulièrement arrogant lors de l'audience, affirmant à propos de la chanson de Maka qu'« elle est bien » et proférant des menaces : « Je peux peut-être braquer un commissariat de police, un jour ».

#### Autres pays
En Tunisie, Rached Khiari, un député islamiste élu sous la bannière du parti islamiste Coalition de la dignité, qui « tenait jusqu'en 2019 le site d'information islamiste Al Sada », publie le 17 octobre un message de justification de l'attentat. Le parquet antiterroriste tunisien ouvre une enquête.
Le 19 octobre 2020, le magazine Voice Of Hind, géré par des partisans de Daech en Inde, publie sur la dernière page de sa nouvelle parution une photo de la tête décapitée de Samuel Paty accompagnée du message suivant : « Si votre liberté d’expression ne vous empêche pas de critiquer le prophète Muhammad PSL alors nos épées ne cesseront pas de défendre l’honneur du prophète Muhammad PSL ».
Fin octobre 2020, le Tehreek-e-Labbaik Pakistan, un parti politique pakistanais, qui est notamment représenté à l'Assemblée provinciale du Sind, publie sur son site web un message rendant hommage à l'assassin de Samuel Paty le qualifiant affectueusement de chahid et de moudjahid.
Le 30 octobre 2020, Mokhtar Dallali, imam tunisien, ancien professeur d'éducation religieuse, justifie par vidéo l'assassinat de Samuel Paty sous prétexte que son assassin « n'a fait qu'appliquer le jugement islamique adéquat ». Devant l’inaction de la justice tunisienne face à ces propos, le blogueur et activiste Wajdi Mahouechi s'indigne et traite le procureur de « lâche ». Interpellé dès le lendemain, il est condamné à deux ans de prison ferme pour « calomnie publique » et « outrage à un fonctionnaire » en application du code pénal de 2001. Selon le porte-parole du tribunal de Tunis, l'imam a également été poursuivi, sans confirmer s'il était libre ou en détention provisoire,,.
Le 8 novembre, le responsable religieux palestinien Issam Amira est convoqué par la police israélienne en raison d’un sermon violent prononcé le 29 octobre à la mosquée al-Aqsa « dans lequel il a loué le terroriste qui a décapité le 16 octobre le professeur d'histoire, Samuel Paty. Il était interdit d'exercer dans cette mosquée pour six mois par la police pour avoir « fait éloge de l'État islamique, encouragé les crimes d'honneur et incité au djihad contre les Juifs » ».
« Dans la campagne internationale de haine contre la France menée par des islamistes », Mahathir Mohamad ancien Premier ministre de Malaisie, écrit le 29 octobre sur Twitter et sur son site Internet en réaction à l’assassinat du professeur Samuel Paty par un islamiste « les musulmans ont le droit de tuer des millions de Français ». Selon Sophie Boisseau du Rocher, chercheuse associée au Centre Asie de l’Institut français des relations internationales, ces propos peuvent « aisément être interprétés comme une justification de ces barbaries, voire un appel à préparer de nouvelles attaques ».
Le 2 novembre, le mouvement djihadiste Al-Qaïda au Maghreb islamique publie un communiqué de menace destiné à la France, dans lequel il considère que l'assassin « est un martyr qui a fait son devoir », et une professeure des écoles et conseillère municipale du Val-d'Oise reçoit des menaces de mort, porte plainte puis est placée au « niveau 3 » (haut niveau de menace) par le rectorat de Versailles.
Le 27 mars 2021, dans une vidéo intitulée « Un message au peuple de Djibouti », Ahmad Omar, le chef des Chebabs, appelle à frapper les « intérêts américains et français » à Djibouti et déclare : « Imitez vos frères qui ont mené les attentats bénis en France, comme les frères Saïd et Chérif Kouachi et Abdullah al-Chichani - qu'Allah leur fasse miséricorde à tous ».

### Appels à la violence islamophobe et actes anti-musulmans

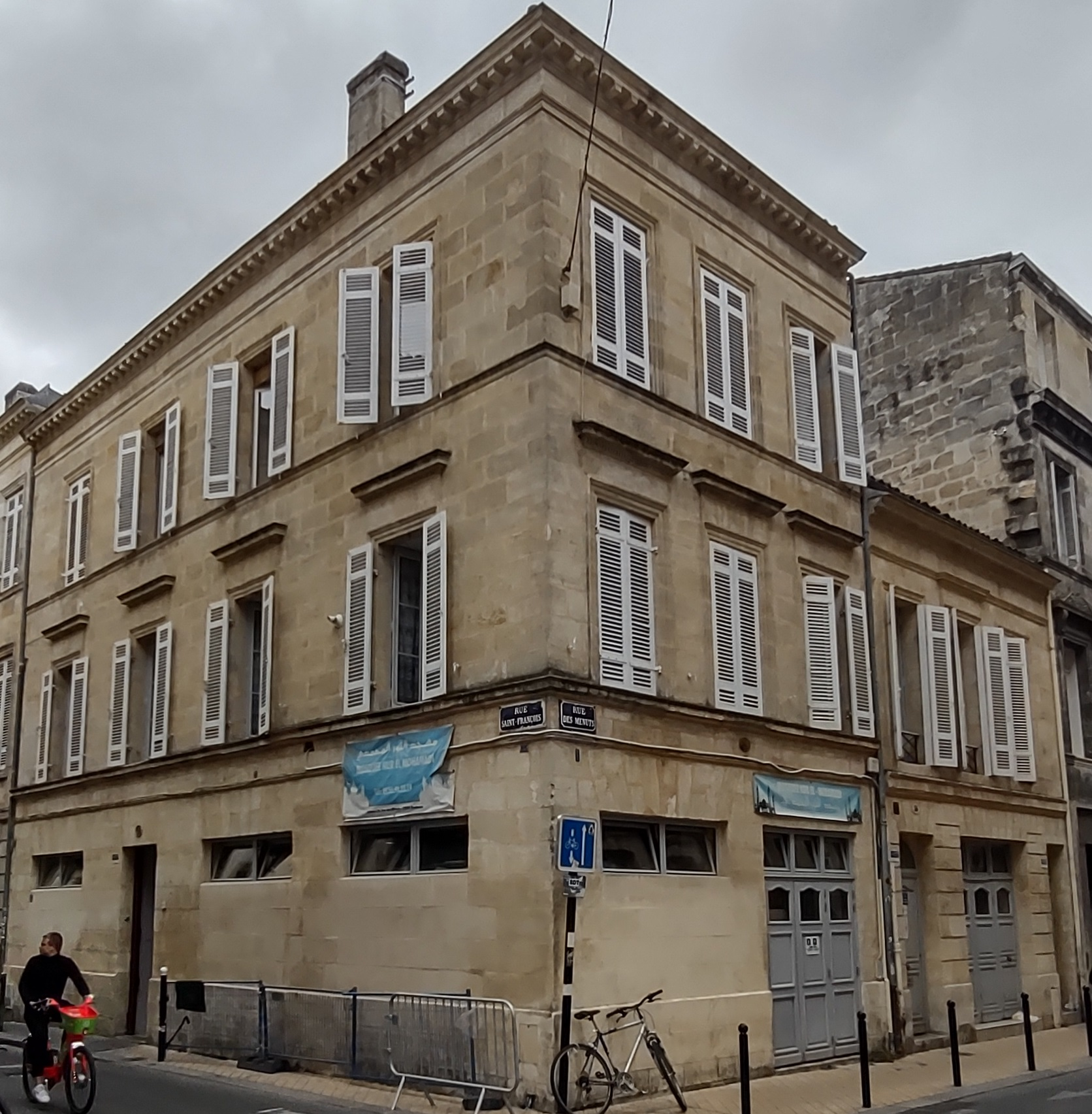
La mosquée Nour el-Mohammadi de Bordeaux (ici en juillet 2021), l'un des nombreux lieux de culte musulmans vandalisés à la suite de l'assassinat de Samuel Paty.

Une recrudescence d'actes racistes est constatée sur l'ensemble du territoire français en réaction à l'attentat. Plus particulièrement, les musulmans sont notamment victimes de nombreuses violences et d'appels à la haine. Ainsi, la politologue Nonna Mayer constate « qu’on a vu exploser le racisme antimusulman », en particulier sur les réseaux sociaux à la suite de l'assassinat de Samuel Paty.
Au lendemain de l'assassinat de Samuel Paty, des internautes appellent à brûler la mosquée Ar-Rahma de Béziers, notamment sur Facebook : « Vous voulez rendre hommage à cet enseignant ? Allez cramer la mosquée de Béziers. Faites passer le message qu’il y en a marre ». Les auteurs ont été identifiés et n'habitent pas forcément l'Hérault. Abdallah Zekri, délégué général du Conseil français du culte musulman à Béziers, affirme qu'il s'agit clairement de « groupes identitaires bien connus qui essaient de créer un climat de guerre à Béziers »,. Dans la nuit du mardi 20 au mercredi 21 octobre, la mosquée Nour El Mohamadi située dans le centre-ville de Bordeaux est dégradée par des tags comme « Vive la France », « {{{1}}} », et par des croix celtiques et de Lorraine, symboles souvent utilisés par l'extrême droite,.
Selon Mediapart, il y a « plusieurs actes anti-musulmans recensés » et « si l’on reste loin du « pic » constaté en 2015, plusieurs enquêtes ont été ouvertes. Certaines de ces affaires semblent émaner de l’extrême droite ». En plus des affaires déjà mentionnées, deux femmes voilées ont été poignardées près de la tour Eiffel lors d'une altercation causée par la présence d'un chien dangereux et le portail de la mosquée de Montélimar a été défoncé « et comme après chaque attentat, les lieux de culte musulmans et les croyants eux-mêmes appréhendent d’être victimes d’insultes ou des gestes violents de la part de ceux qui prétendraient se venger des djihadistes ».
Selon Cédric Mas, spécialiste terrorisme et société, « les discours provocateurs du gouvernement » ont « attisé les pulsions de la fachosphère islamophobe ». De même, de nombreux analystes, à l'instar de la politologue Nonna Mayer, estiment que « les allocutions d’Emmanuel Macron et de certains ministres ne favorisent pas l’apaisement des tensions » et exacerbent le sentiment anti-musulman. Le chercheur Vincent Tiberj, spécialiste de l'influence des attentats sur l'opinion publique, déplore l'absence d'efforts dans le discours du gouvernement pour réconcilier la population française : « On n’a pas beaucoup entendu de discours qui permettent d’éviter les amalgames avec les musulmans ».

## Hommage national
Le 21 octobre 2020, un hommage national est rendu à Samuel Paty à la Sorbonne. Cet hommage qui relève des obsèques nationales a été décidé par décret du président de la République. L'organisation de la cérémonie a été convenue en concertation avec la famille qui avait été reçue la veille à l'Élysée par le président Macron. La remise des décorations a lieu à huis clos avant le début de l'hommage dans la grande cour de la Sorbonne. À l'Élysée, le drapeau est en berne dès le matin même, ainsi que sur l'ensemble des bâtiments publics de France.
En accord avec la famille, la Sorbonne a été choisie de préférence aux Invalides, compte tenu des circonstances et en hommage à la profession de Samuel Paty, parce qu'elle est le symbole de l'enseignement et de l'esprit des Lumières. Ce lieu avait déjà été choisi pour un hommage aux victimes du terrorisme. François Hollande s'y était rendu en 2015 pour une minute de silence à la mémoire des victimes des attentats du 13 novembre, parmi lesquelles figuraient beaucoup de jeunes, d'étudiants et d'enseignants.
La cérémonie se déroule en présence du président de la République, du Premier ministre et des membres du gouvernement, ainsi que des présidents des chambres parlementaires et de l'ancien président François Hollande. En raison de la pandémie de Covid-19, l'assistance est limitée à 400 personnes. Parmi eux, une centaine d’élèves de différents établissements d’Île-de-France et les représentants du culte musulman en France, le Conseil français du culte musulman (CFCM).
Porté par des gardes républicains, le cercueil du professeur entre dans la grande cour de la Sorbonne au son de la chanson One, du groupe U2.
Plusieurs textes sont lus : le texte Aux instituteurs et institutrices de Jean Jaurès, le poème À Samuel, écrit pour la circonstance par Gauvain Sers, et la lettre d’Albert Camus à son instituteur Louis Germain, écrite le jour où il a reçu le prix Nobel de littérature.
Emmanuel Macron prononce alors un discours dans lequel il rend hommage à Samuel Paty, réaffirme les valeurs de la République et déclare au sujet des caricatures : « Nous ne renoncerons pas aux caricatures, aux dessins ». À la suite de cela, l'orchestre à cordes de la Garde républicaine enchaîne sur une version non militaire de La Marseillaise, chantée par le chœur de la Maîtrise de Radio France. Une minute de silence est ensuite observée. Pour terminer, l'orchestre seul joue un mouvement de la symphonie nº 3, K 18, traditionnellement attribuée au jeune Wolfgang Amadeus Mozart.
D'autres hommages et rassemblements ont lieu ailleurs en France, avec, notamment, une projection des caricatures de Charlie Hebdo sur les façades des bâtiments officiels à Toulouse et Montpellier,,.
Le 17 janvier 2021, le maire Les Républicains d'Ollioules (Var) Robert Beneventi annonce que le conseil municipal va rebaptiser le collège Les Eucalyptus en collège Samuel-Paty. Face à des réticences locales, le projet est finalement abandonné. Malgré l’opposition de certains parents d’élèves, une école maternelle de Cap-d'Ail (Alpes-Maritimes) est officiellement rebaptisée du nom du professeur assassiné en juillet de la même année. Il s'agit du premier établissement scolaire à porter le nom de Samuel Paty.
En 2021, l'association des professeurs d'histoire-géographie crée le prix Samuel Paty afin d'entretenir la mémoire du professeur et de récompenser des élèves ayant réalisé un projet collectif autour d'un des thèmes enseignés lors des cours d'éducation morale et civique. La famille de l'enseignant participe au comité de pilotage de cette initiative, qu'elle soutient, et un ami de Samuel Paty préside le jury chargé d'attribuer les récompenses.
Le 14 mars 2025, le collège de l'enseignant prend son nom et est ainsi renommé « collège Samuel Paty ».

## Actions publiques consécutives à l'attentat

### Mesures gouvernementales
Le 18 octobre, l'Élysée annonce que les auteurs de 80 messages de soutien au terroriste signalés par la plate-forme PHAROS seront contrôlés par la police ou la gendarmerie avec des convocations de leurs auteurs ou des perquisitions. La sécurité des établissements scolaires sera renforcée pour la rentrée du 2 novembre. Gérald Darmanin et Éric Dupond-Moretti annoncent « un plan d'action qui va se mettre en œuvre dès le courant de la semaine et donnera lieu à des actions concrètes contre les structures, associations ou personnes proches des milieux radicalisés » qui répandent des appels à la haine pouvant provoquer des attentats. Le projet de loi sur le séparatisme pourrait être « enrichi » ou « amélioré » et il sera mis en place un « contre-discours » à la propagande radicalisée, le discours d'Emmanuel Macron aux Mureaux avait par exemple été « dévoyé » par certains pays qui en faisaient une « croisade anti-musulmans ». Gérald Darmanin annonce qu'il proposera en Conseil des ministres la dissolution des associations CCIF et de Barakacity afin de lutter contre l'« islamisme rampant », considérant que le CCIF serait « manifestement impliqué » puisque le parent d'élève qui a lancé la première vidéo l'a cité,. Le CCIF indique toutefois qu'« aucune action n’avait été entamée » par son équipe, qui en était encore « à l’étape des vérifications d’informations ».
Le gouvernement dit aussi réfléchir au remplacement de Jean-Louis Bianco et Nicolas Cadène à la tête de l'Observatoire de la laïcité, à l'initiative de « partisans d’une laïcité de combat, qui voudraient étendre l’exigence de neutralité religieuse à l’espace public », et qui considèrent que la loi de séparation des Églises et de l'État de 1905 est trop libérale. L'articulation entre laïcité et lutte contre les communautarismes a fait l'objet de plusieurs polémiques au cours des années précédentes, et montre un clivage des positions aussi bien au sein de la gauche — opposant Manuel Valls et ses proches à l'Observatoire — que du parti présidentiel.
Le ministre de l’Intérieur Gérald Darmanin annonce demander aux préfets de préparer l'expulsion de 231 étrangers qui se trouvent dans le Fichier des signalements pour la prévention de la radicalisation à caractère terroriste. 180 personnes déjà en prison sont concernées, et 51 autres en liberté devraient être arrêtées,.
Le 19 octobre, le ministre annonce la fermeture pendant six mois de la mosquée de Pantin (Seine-Saint-Denis), dont l’imam M'hammed Henniche avait relayé sur sa page Facebook une vidéo dénonçant le cours sur les caricatures,. Les autorités veulent la fermer pendant six mois, considérant la mosquée comme un repaire de la « mouvance islamiste radicale », ayant des « liens avec le salafisme », fréquentée par « des personnes impliquées dans la mouvance djihadiste » et dont un des imams, Ibrahim Doucouré serait « impliqué dans la mouvance islamiste radicale d’Île-de-France ». Cette décision soulève l'incompréhension des pratiquants qui considèrent que la mosquée n’est pas fréquentée par des extrémistes, ainsi que du maire de Pantin, Bertrand Kern. Le responsable de la mosquée, M'hammed Henniche, évoque « une maladresse » d'avoir relayé la vidéo sans avoir « supprimé ni même modéré l’adresse du collège », ne validant pas le discours du parent d'élève sur les caricatures car ayant craint une « discrimination » « quand les musulmans ont été pointés dans la classe ». Toutefois, pour le secrétaire général de la fédération musulmane de la ville, la fermeture n'est que l'aboutissement d'une dérive imputable à l’entrisme des salafistes, « à qui l’imam principal, lui-même salafiste, a ouvert la porte », aux politiques locaux, « qui ont fait semblant de ne rien voir » et au « manque de courage » et à « l’affairisme » de M'hammed Henniche qui a laissé faire avant de diffuser la vidéo.
La préfecture de la Seine-Saint-Denis affirme notamment que l'imam principal de la mosquée de Pantin, Ibrahim Doucouré, a été formé pendant deux ans dans un « institut fondamentaliste » au Yémen. La fédération musulmane de Pantin dépose un recours devant le tribunal administratif pour s'opposer à la fermeture de la mosquée, estimant que « les anciennes et passées fréquentations estudiantines de l’imam Ibrahim Doucouré » ne peuvent justifier cette fermeture. Mais le 27 octobre, le tribunal administratif de Montreuil valide la décision du ministre de fermer temporairement la mosquée. Le tribunal motive son avis en expliquant que l'autorité gestionnaire de la mosquée a failli à son devoir en laissant sous la vidéo incriminée le message d'un internaute dévoilant l'identité de Samuel Paty et son lieu de travail.
Le gouvernement annonce un enrichissement des dispositions du projet de loi contre les séparatismes, avec une possible reprise des objectifs du projet de loi contre les contenus haineux sur internet de la députée Laetitia Avia censuré par le Conseil constitutionnel,. La ministre Marlène Schiappa réactive le groupe de contact permanent — en sommeil depuis 2019 — afin d'améliorer la réactivité opérationnelle en matière de lutte contre la propagande terroriste sur le Net.
Le 20 octobre 2020 à Bobigny, le président de la République Emmanuel Macron, qui y présidait une séance de la cellule de lutte contre l’islamisme et le repli communautaire, annonce la dissolution du collectif Cheikh Yassine fondé et animé par Abdelhakim Sefrioui, précisant que d'autres décisions de ce type suivront. Le collectif est dissous le lendemain en Conseil des ministres.
Le ministre de l'Intérieur Gérald Darmanin annonce son intention de proposer la dissolution de l'association Barakacity en Conseil des ministres. La dissolution est prononcée par le président de la République après avis du Conseil des ministres par un décret du 28 octobre 2020. Cette dissolution se fonde sur les dispositions de l’article L. 212-1 du Code de la sécurité intérieure (ex-loi du 10 janvier 1936 sur les groupes de combat et milices privées), et notamment les critères 6° (provocation à la discrimination) et 7° (provocation au terrorisme) . D'après le ministre, cette association « incitait à la haine, entretenait des relations au sein de la mouvance islamiste radicale, se complaisait à justifier des actes terroristes ».
Le 24 septembre 2021, le Conseil d'Etat valide la dissolution de Barakacity et du CCIF, et souligne dans sa décision leurs liens avec l'islamisme radical.

### Fonds Marianne
L'assassinat pousse le gouvernement français à annoncer de nouvelles mesures pour lutter contre le terrorisme islamiste. Le fonds Marianne est mis en place en 2021 par Marlène Schiappa, alors ministre déléguée chargée de la Citoyenneté dans le gouvernement Castex, pour soutenir financièrement des associations qui luttent contre les discours haineux et séparatistes, notamment sur les réseaux sociaux. En 2023, ce fonds est à l'origine d'une affaire politico-financière. Les procédures font l'objet d'une information judiciaire notamment pour « détournement de fonds » et « abus de confiance » du parquet national financier. Les conclusions d'une enquête de l'inspection générale de l'administration, et d'une enquête sénatoriale sont très sévères : elles établissent que « le manque de rigueur, l’opacité et la désinvolture ont conduit au fiasco », et insistent sur le rôle personnel joué par Marlène Schiappa dans les décisions d'attribution des subventions. Celle-ci quitte le gouvernement.

### Mesures de police et de renseignement
Les services de renseignement et le gouvernement s'inquiètent d'une implication éventuelle dans l'assassinat de Samuel Paty des mouvements se réclamant musulmans, mais jugés islamistes radicaux. Même si aucun « lien direct » n'a été établi, Laurent Nuñez, coordinateur national du renseignement et de la lutte antiterroriste, considère qu'il existe un « lien indirect ». Il déclare : « On voit bien qu'un palier a été franchi ». Pour lui, ces mouvements « minoritaires, cherchent à convaincre les musulmans que la France serait un pays islamophobe. Ils cherchent à les instrumentaliser, à créer un conglomérat. Et au moindre incident, ils se mettent à l’œuvre ». Leur discours s'est amplifié avec « le procès Charlie, la republication des caricatures et le discours du président Macron sur une prochaine loi destinée à renforcer la laïcité et à lutter contre le séparatisme islamiste ». Selon une source proche du gouvernement qui répond à l'AFP, « depuis un mois particulièrement, il y a convergence et mobilisation de trois courants d'islamistes : Les musulmans dirigé par Marwan Muhammad, ancien porte-parole du Collectif contre l'islamophobie en France, le CCIF et Barakacity » qui « ont pris aujourd'hui le lead [la tête] de l'islamosphère, avec une démarche politique, religieuse, radicale, de haine contre la France. Pour eux, la France est un État raciste, islamophobe, le pays impie et mécréant absolu, ils veulent le chaos et la guerre civile pour élaborer un nouvel ordre autour de la charia ». Marwan Muhammad conteste ces accusations déclarant que « notre discours de fond est une déclaration d'amour à la France. Nous ne sommes pas là pour nous opposer à notre pays ».
Lundi 19 octobre 2020, après une perquisition dite administrative, Bilal Righi, président de l’association caritative Ummah Charit, y est placé en garde à vue pour avoir lancé une cagnotte de soutien à Brahim Chnina, père d'élève qui menait campagne contre Samuel Paty.
Une enquête est ouverte au sujet du site néonazi Démocratie participative, lequel avait diffusé les images de la victime décapitée. Une plainte a été déposée par l'Association française des victimes du terrorisme pour « publication incitant au terrorisme ou de nature à porter gravement atteinte à la dignité humaine ».

## Mise en cause de l'attitude des pouvoirs publics avant l'attentat

### Positions du monde enseignant
Dans une enquête de BFM, des enseignants évoquent un abandon de leur hiérarchie, parmi lesquels Sophie Mazet, professeur d’anglais en Seine-Saint-Denis, autrice de Autodéfense intellectuelle, le retour, ou Benoît Teste, secrétaire général du syndicat SNES FSU, qui réclame « une protection de la part de notre administration ». Une enquête de 20 Minutes rapporte un sentiment de solitude face aux contestations et des enseignants déplorant ne jamais avoir été soutenus par l’Éducation nationale.

### Positions des partis politiques
Sur le plan politique, Marine Le Pen demande, dans une allocution solennelle, une commission d'enquête parlementaire pour savoir, entre autres, si Samuel Paty a « pu être abandonné par sa hiérarchie » et Jean-Luc Mélenchon juge « inadmissible » que « pendant plus d'une semaine, on a pu menacer cet enseignant et cette école sans qu'il ne se passe strictement rien ».

### Mise en cause de la Cour nationale du droit d'asile
Après l'assassinat de Samuel Paty, la Cour nationale du droit d’asile est violemment mise en cause sur les plateaux de télévision et sur les réseaux sociaux « par des comptes Twitter, proches notamment de l’extrême droite » pour avoir reconnu, en 2011, la qualité de réfugié au père du futur assassin, en raison de craintes de persécution pour des motifs politiques liés au conflit et au régime tchétchène. Celle-ci avait été auparavant rejetée par l’Office français de protection des réfugiés et apatrides (OFPRA) qui estimait que le récit du père d’Abdoulakh Abouyezid n’était pas convaincant,,, et qui avait relevé que celui-ci avait hébergé à son domicile des combattants tchétchènes membres d’Al-Qaeda dont un haut dirigeant de l’organisation terroriste.
Par la suite, Dominique Kimmerlin, la Présidente de la Cour, décide de porter plainte,.

### Mise en cause du rectorat
Le communiqué du rectorat affirmant son soutien « concret et constant dès le début » à l'enseignant assassiné est mis en doute par des parlementaires d'autres partis, selon d'autres médias,. Chantal Jourdan (PS) dénonce « l’incertitude d’être soutenus par leur hiérarchie face à des menaces répétées » et Patrick Hetzel (LR) que tout n'a pas été fait pour assurer sa sécurité, car la proviseure l'ayant accompagné au commissariat aurait dû porter plainte au nom de l'État. Elle n'aurait pas dû non plus recevoir l'islamiste radical Abdelhakim Sefrioui, selon Fatiha Agag-Boudjahlat, mais Philippe Vincent, du syndicat des proviseurs (SNPDEN-UNSA), conteste qu'un proviseur n'ait pas le droit de recevoir des parents non élus et souligne que des inspecteurs peuvent se déplacer sans rapport écrit du proviseur,. Après un échange entre l'inspection académique et le père d'élève, « dans un souci d'apaisement », la proviseure avait reçu ce dernier le 8 octobre, mais après l'avoir fait attendre 45 minutes, ce dont s'est plaint Abdelhakim Sefrioui, dans une vidéo, où il répand la rumeur, ensuite fermement démentie après l'assassinat, que le rectorat pourrait « sévir » contre Samuel Paty. Le 9 octobre, l'inspection était venue au collège et un courriel avait été envoyé aux parents pour mentionner que le professeur s'était excusé.
Selon Checknews de Libération, à la suite d'un « amalgame à partir d’une note des renseignements », « la rumeur d'une menace de sanction contre le professeur tué a été montée en épingle par l'extrême droite, qui s'appuie sur une vidéo du militant Abdelhakim Sefrioui ». Interrogé sur l'existence d'« un signalement contre M. Paty », Jean-Michel Blanquer répond que « les référents sont venus, et tant mieux » et qu'« il y a eu soutien complet du professeur ». Deux ans après les faits, dans le cadre de la polémique entourant le fond Marianne, les bâtiments de l'Inspection académique de l'Education nationale dans la métropole de Bordeaux sont vandalisés par le groupe d'extrême droite Action directe nationaliste qui lui impute la mort de Samuel Paty. Le lycée où travaille un élu Renaissance et l'ancienne permanence du député Éric Poulliat sont également visés.
Le Point révèle par la suite que, quelques jours avant l'attentat, le référent laïcité de l'inspection académique a bien envoyé un courriel affirmant que Samuel Paty ne semblait pas maîtriser « les règles de neutralité et de laïcité » et aurait commis une « erreur ».

### Mise en cause du Renseignement
La coordination entre les antennes du Renseignement territorial (RT) est aussi mise en cause, car une note signalant le rôle actif d'Abdelhakim Sefrioui, suivi par l’antenne RT de l’Essonne, « dans la montée de la tension » a été transmise à la centrale, « qui aurait dû faire redescendre les infos ». Selon une enquête de Mediapart, Loïc Kervran (LREM), de la délégation parlementaire au contrôle des services de renseignement, estime qu'il faut « regarder comment resserrer les mailles du filet », souci partagé par les autres partis. Pour le socialiste David Habib, autre député connaisseur de ce milieu, « les liens entre ce père de famille et ce prédicateur auraient dû être vérifiés, il s’agit d’une défaillance ».

### Mise en cause de la FCPE
Selon Bruno Modica, porte-parole de l'association Clionautes, la FCPE a conseillé au père d'élève qui a fait campagne contre Samuel Paty de porter plainte contre lui. Rodrigo Arenas conteste et affirme que la FCPE n'a pas « conseillé » au père de porter plainte mais a rappelé au père qu'il pouvait porter plainte.

## Commission d'enquête du Sénat
Le 25 mai 2023, Mickaëlle Paty, sœur de Samuel Paty, demande à Gérard Larcher, président du Sénat, et à François-Noël Buffet, président de la Commission des Lois, l'ouverture d'une commission d'enquête sur « les dysfonctionnements qui ont conduit à l’assassinat [de son frère] » le 16 octobre 2020. Le 15 juin 2023 la Commission des Lois et la Commission de la Culture se dotent des pouvoirs d'une commission d'enquête visant à « examiner les mécanismes de protection pour les enseignants victimes d'agressions ». Mickaëlle Paty, qui dénonce les failles de l'enquête, est auditionnée par les membres de la commission le 17 octobre 2023. Elle propose l'attribution automatique, pour un enseignant menacé, de la protection fonctionnelle et du droit de retrait qui n'ont pas été accordés à son frère et préconise une « offensive idéologique » à l'encontre des élèves et parents qui profèrent les menaces. Les travaux de la Commission, d'une durée de six mois, doivent déboucher sur un rapport dont les préconisations peuvent relever de la loi ou du règlement,,,,,,.

## Suites et conséquences

### Analyse
Selon Marc Hecker, chercheur à l’Institut français des relations internationales et spécialiste du terrorisme, qui analyse l'attentat du 29 octobre 2020 à Nice, celui devant les anciens locaux de Charlie Hebdo le 25 septembre et celui de Conflans-Sainte-Honorine, « la recrudescence de ces dernières semaines est très probablement liée au procès Charlie Hebdo et à la republication des caricatures, qui a suscité de fortes réactions dans la djihadosphère »

### Sondages
Deux mois après l’assassinat de Samuel Paty, l’Observatoire de l’éducation de la Fondation Jean-Jaurès (proche du Parti socialiste) commande un sondage à l'IFOP sur « les enseignants de France face aux contestations de la laïcité et au séparatisme ». Parmi les principaux enseignements :
- un enseignant sur quatre se censure plusieurs fois par an sur le sujet de la laïcité[310] ;
- les incidents concernant la restauration scolaire ; les jours de classe manqués liés à l'exercice d'un culte ou à la célébration d'une fête religieuse ; les contestations d'enseignements sur la laïcité, la sexualité ou l'égalité entre filles et garçons ; les absences de jeunes filles à des cours de natation ou de sport[311] ;
- 53 % des professeurs du second degré ont déjà vu, dans leur établissement, des élèves contester un enseignement ou tenter de s'y soustraire au nom de la religion. Un chiffre en hausse de 7 points par rapport à une précédente enquête de 2018[312].

En décembre 2022, un nouveau sondage Ifop pour le magazine Écran de Veille documente une recrudescence des contestations d'enseignements pour des motifs religieux. Face à ces revendications, les pratiques d'évitement augmentent parmi les enseignants : plus de la moitié des professeurs affirment s'être déjà autocensurés pour éviter des incidents avec leurs élèves. Avant l'assassinat et la décapitation de Samuel Paty, ils n'étaient que 36 %. 60 % des enseignants interrogés déclarent avoir été confrontés à des contestations de leurs enseignements pour des motifs religieux au cours de leur carrière dont 31 % depuis septembre 2021.

### Incidents notables survenus après l'assassinat
En novembre 2020, 793 incidents - dont près de la moitié en collège - sont recensés lors de l'hommage rendu à Samuel Paty. Le ministère précise alors qu'il s'agissait essentiellement de provocations, de contestations et d'apologies du terrorisme.
Le 9 novembre 2020, un parent d’élève prend à partie un professeur d’histoire-géographie du collège des Battières, dans le 5e arrondissement de Lyon, collège où Samuel Paty avait commencé sa carrière. Le père d'élève remet en cause le contenu de son cours sur le principe de laïcité. Le 18 décembre, le professeur est « contraint et forcé » de quitter le collège et envisage de changer de métier. Le 4 janvier 2021, des collègues du professeur débrayent pour protester contre le manque de réactions du rectorat. Le 5 janvier 2021, un homme est condamné pour avoir appelé à « cramer » la mosquée de Béziers après l'assassinat de Samuel Paty.
Le monde enseignant est frappé par un autre acte terroriste, le 13 octobre 2023, lors de l'attaque au couteau perpétrée au lycée Gambetta-Carnot d'Arras (Pas-de-Calais) qui cause la mort d'un professeur de français de 57 ans, Dominique Bernard, à qui un hommage national est rendu dans les écoles le 16 octobre, jour de célébration de la mémoire de Samuel Paty. Lors des moments d'hommage à Dominique Bernard et Samuel Paty, organisés ce jour dans les établissements scolaires de France, 357 « perturbations et contestations » sont recensées.
En décembre 2024, Mickaëlle Paty, sœur du professeur assassiné, dépose plainte pour apologie du terrorisme contre Pierre Jacquel, un « doctorant à la Sorbonne », qui a accusé l’enseignant d’« islamophobie » dans une publication datant du début du mois,.

### Évocations de l'assassinat
En août 2022, lors d'un rassemblement d'athées à Cologne où se trouvaient de nombreux apostats de la religion musulmane, des affiches « nous sommes tous Samuel Paty » (Wir sind alle Samuel Paty) sont brandies.
Crayon noir, une bande dessinée de Valérie Igounet dessinée par Guy Le Besnerais, Studiofact, 2023, 160 p., s'intéresse aux circonstances de l'assassinat de Samuel Paty,.
Dans plusieurs communes de France certaines voies portent désormais le nom de Samuel Paty c'est notamment le cas à Six-Fours-les-Plages.
Mickaëlle Paty, la soeur de Samuel, en collaboration avec Émilie Frèche, publie le 16 octobre 2024, Le cours de Monsieur Paty aux éditions Albin Michel. Ce livre permet de découvrir le cours sur la liberté d'expression donné par Samuel Paty et revient sur les jours qui ont précédé l'assassinat.

### Filmographie
- Le Collège de monsieur Paty, documentaire de Christine Tournadre, qui s’est immiscée, toute une année durant, dans les couloirs du collège. Première diffusion le 17 octobre 2023 sur France 2[327].
- Épisode Terroristes en réseaux, deuxième épisode de la deuxième saison de la série La fabrique du mensonge, d'une durée de 96 minutes et 47 secondes. Réalisation de Guillaume Auda et Étienne Mélou. Diffusé pour la première fois le 30 mai 2021 sur la chaîne France 5.